# Italia ai Giochi della XXX Olimpiade

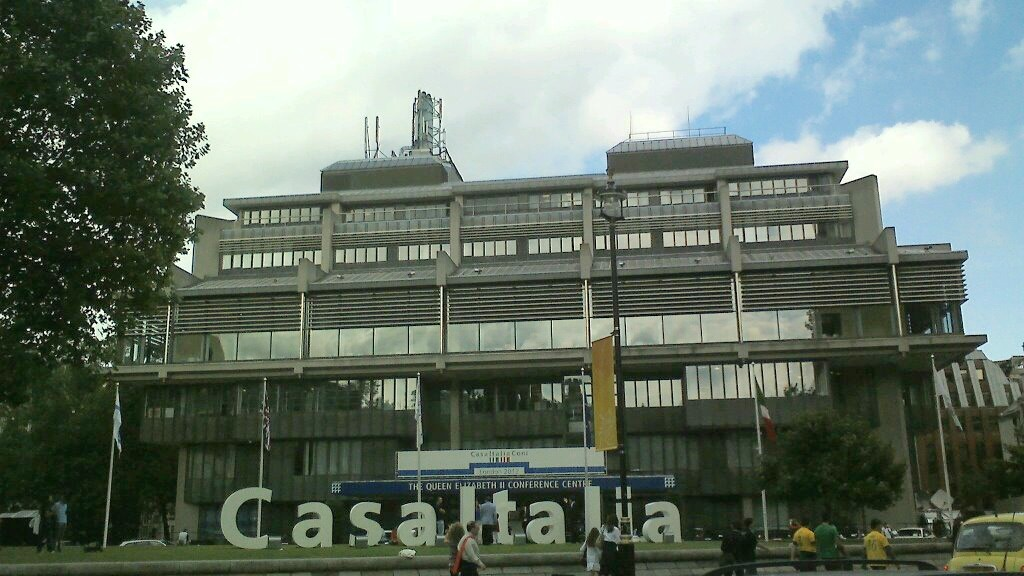
"Casa Italia" alle Olimpiadi di Londra 2012

L'Italia ha partecipato ai Giochi della XXX Olimpiade di Londra che si sono svolti dal 27 luglio al 12 agosto 2012.
Gli atleti della delegazione italiana erano 290. Alla cerimonia di apertura la portabandiera è stata Valentina Vezzali, mentre il portabandiera della cerimonia di chiusura è stato Daniele Molmenti.

## Medaglie
| Riepilogo quotidiano | Riepilogo quotidiano | Riepilogo quotidiano | Riepilogo quotidiano | Riepilogo quotidiano | Riepilogo quotidiano | Riepilogo quotidiano |
| -------------------- | -------------------- | -------------------- | -------------------- | -------------------- | -------------------- | -------------------- |
| Giorno               | Data                 |                      |                      |                      | Totale               |                      |
| 1º                   | 27                   | —                    | —                    | —                    | —                    |                      |
| 2º                   | 28                   | 2                    | 2                    | 1                    | 5                    |                      |
| 3º                   | 29                   | 0                    | 1                    | 1                    | 2                    |                      |
| 4º                   | 30                   | 0                    | 1                    | 0                    | 1                    |                      |
| 5º                   | 31                   | 0                    | 0                    | 0                    | 0                    |                      |
| 6º                   | 1                    | 1                    | 0                    | 0                    | 1                    |                      |
| 7º                   | 2                    | 1                    | 1                    | 0                    | 2                    |                      |
| 8º                   | 3                    | 0                    | 0                    | 1                    | 1                    |                      |
| 9º                   | 4                    | 1                    | 0                    | 0                    | 1                    |                      |
| 10º                  | 5                    | 1                    | 0                    | 0                    | 1                    |                      |
| 11º                  | 6                    | 1                    | 1                    | 1                    | 3                    |                      |
| 12º                  | 7                    | 0                    | 0                    | 0                    | 0                    |                      |
| 13º                  | 8                    | 0                    | 0                    | 0                    | 0                    |                      |
| 14º                  | 9                    | 0                    | 0                    | 2                    | 2                    |                      |
| 15º                  | 10                   | 0                    | 0                    | 2                    | 2                    |                      |
| 16º                  | 11                   | 1                    | 1                    | 0                    | 2                    |                      |
| 17º                  | 12                   | 0                    | 2                    | 3                    | 5                    |                      |
| Totale               | Totale               | 8                    | 9                    | 11                   | 28                   |                      |

### Per disciplina
| Sport                       | Oro | Argento | Bronzo | Totale |
| --------------------------- | --- | ------- | ------ | ------ |
| Scherma                     | 3   | 2       | 2      | 7      |
| Tiro ("a volo" + "a segno") | 2   | 3       | 0      | 5      |
| Taekwondo                   | 1   | 0       | 1      | 2      |
| Tiro con l'arco             | 1   | 0       | 0      | 1      |
| Canoa/Kayak                 | 1   | 0       | 0      | 1      |
| Pugilato                    | 0   | 2       | 1      | 3      |
| Canottaggio                 | 0   | 1       | 0      | 1      |
| Pallanuoto                  | 0   | 1       | 0      | 1      |
| Ginnastica                  | 0   | 0       | 2      | 2      |
| Judo                        | 0   | 0       | 1      | 1      |
| Nuoto                       | 0   | 0       | 1      | 1      |
| Atletica Leggera            | 0   | 0       | 1      | 1      |
| Pallavolo                   | 0   | 0       | 1      | 1      |
| Ciclismo                    | 0   | 0       | 1      | 1      |
| Totale                      | 8   | 9       | 11     | 28     |

### Medaglie
| Medaglia | Nome | Sport              | Evento                                    |
| -------- | --- | ------------------ | ----------------------------------------- |
| Oro      | Michele Frangilli Marco Galiazzo Mauro Nespoli | Tiro con l'arco    | Squadre maschile                          |
| Oro      | Elisa Di Francisca | Scherma            | Fioretto individuale femminile            |
| Oro      | Daniele Molmenti | Canoa              | Slalom K1 Maschile                        |
| Oro      | Elisa Di Francisca Arianna Errigo Valentina Vezzali Ilaria Salvatori | Scherma            | Fioretto a squadre femminile              |
| Oro      | Jessica Rossi | Tiro a volo        | Trap femminile                            |
| Oro      | Valerio Aspromonte Andrea Baldini Giorgio Avola Andrea Cassarà | Scherma            | Fioretto a squadre maschile               |
| Oro      | Niccolò Campriani | Tiro a segno       | Carabina 50 metri 3 posizioni maschile    |
| Oro      | Carlo Molfetta | Taekwondo          | +80 kg                                    |
| Argento  | Luca Tesconi | Tiro a segno       | Pistola 10 metri aria compressa maschile  |
| Argento  | Arianna Errigo | Scherma            | Fioretto individuale femminile            |
| Argento  | Diego Occhiuzzi | Scherma            | Sciabola individuale maschile             |
| Argento  | Niccolò Campriani | Tiro a segno       | Carabina 10 metri aria compressa maschile |
| Argento  | Romano Battisti Alessio Sartori | Canottaggio        | 2 di coppia                               |
| Argento  | Massimo Fabbrizi | Tiro a volo        | Trap maschile                             |
| Argento  | Clemente Russo | Pugilato           | Pesi massimi                              |
| Argento  | Roberto Cammarelle | Pugilato           | Pesi supermassimi                         |
| Argento  | Stefano Tempesti Amaurys Pérez Niccolò Gitto Pietro Figlioli Alex Giorgetti Maurizio Felugo Massimo Giacoppo Valentino Gallo Christian Presciutti Deni Fiorentini Matteo Aicardi Andrea Bari Danijel Premuš Giacomo Pastorino | Pallanuoto         | Torneo maschile                           |
| Bronzo   | Valentina Vezzali | Scherma            | Fioretto individuale femminile            |
| Bronzo   | Rosalba Forciniti | Judo               | 52 kg femminile                           |
| Bronzo   | Aldo Montano Diego Occhiuzzi Luigi Samele Luigi Tarantino | Scherma            | Sciabola a squadre                        |
| Bronzo   | Matteo Morandi | Ginnastica         | Anelli                                    |
| Bronzo   | Martina Grimaldi | Nuoto              | 10 Km                                     |
| Bronzo   | Fabrizio Donato | Atletica leggera   | Salto triplo                              |
| Bronzo   | Vincenzo Mangiacapre | Pugilato           | Pesi superleggeri                         |
| Bronzo   | Mauro Sarmiento | Taekwondo          | - 80 kg                                   |
| Bronzo   | Luigi Mastrangelo Simone Parodi Samuele Papi Michał Łasko Ivan Zaytsev Dante Boninfante Cristian Savani Dragan Travica Alessandro Fei Emanuele Birarelli Andrea Bari Andrea Giovi                                             | Pallavolo          | Torneo maschile                           |
| Bronzo   | Marco Aurelio Fontana | Ciclismo           | Mountain bike (Cross country)             |
| Bronzo   | Elisa Blanchi Romina Laurito Marta Pagnini Elisa Santoni Anželika Savrajuk Andreea Stefanescu | Ginnastica ritmica | Concorso a squadre                        |

### Statistiche
Plurimedagliati
| Nome               | Sport   |   |   |   | Totale |
| Elisa Di Francisca | Scherma | 2 | 0 | 0 | 2      |
| Arianna Errigo     | Scherma | 1 | 1 | 0 | 2      |
| Niccolò Campriani  | Tiro    | 1 | 1 | 0 | 2      |
| Valentina Vezzali  | Scherma | 1 | 0 | 1 | 2      |
| Diego Occhiuzzi    | Scherma | 0 | 1 | 1 | 2      |

Medagliati in più edizioni
| Nome               | Sport              | Evento                         | '96 | '00 | '04 | '08 | '12 |
| ------------------ | ------------------ | ------------------------------ | --- | --- | --- | --- | --- |
| Valentina Vezzali  | Scherma            | Fioretto a squadre femminile   |     |     | NE  |     |     |
| Valentina Vezzali  | Scherma            | Fioretto individuale femminile |     |     |     |     |     |
| Michele Frangilli  | Tiro con l'arco    | Squadre maschile               |     |     | -   | -   |     |
| Samuele Papi       | Pallavolo          | Torneo maschile                |     |     |     | -   |     |
| Luigi Tarantino    | Scherma            | Sciabola a squadre maschile    |     | -   |     |     |     |
| Alessio Sartori    | Canottaggio        | 2 di coppia maschile           | -   | -   |     | -   |     |
| Alessio Sartori    | Canottaggio        | 4 di coppia maschile           | -   |     | -   | -   | -   |
| Luigi Mastrangelo  | Pallavolo          | Torneo maschile                | -   |     |     | -   |     |
| Alessandro Fei     | Pallavolo          | Torneo maschile                | -   |     |     | -   |     |
| Andrea Cassarà     | Scherma            | Fioretto a squadre maschile    | -   | -   |     | -   |     |
| Andrea Cassarà     | Scherma            | Fioretto individuale maschile  | -   | -   |     | -   | -   |
| Marco Galiazzo     | Tiro con l'arco    | Squadre maschile               | -   | -   | -   |     |     |
| Marco Galiazzo     | Tiro con l'arco    | Individuale maschile           | -   | -   |     | -   | -   |
| Aldo Montano       | Scherma            | Sciabola a squadre maschile    | -   | -   |     |     |     |
| Aldo Montano       | Scherma            | Sciabola individuale maschile  | -   | -   |     | -   | -   |
| Roberto Cammarelle | Pugilato           | Pesi supermassimi              | -   | -   |     |     |     |
| Elisa Blanchi      | Ginnastica ritmica | Concorso a squadre             | -   | -   |     | -   |     |
| Elisa Santoni      | Ginnastica ritmica | Concorso a squadre             | -   | -   |     | -   |     |
| Ilaria Salvatori   | Scherma            | Fioretto a squadre femminile   | -   | -   | NE  |     |     |
| Mauro Nespoli      | Tiro con l'arco    | Squadre maschile               | -   | -   | -   |     |     |
| Diego Occhiuzzi    | Scherma            | Sciabola a squadre maschile    | -   | -   | -   |     |     |
| Diego Occhiuzzi    | Scherma            | Sciabola individuale maschile  | -   | -   | -   | -   |     |
| Clemente Russo     | Pugilato           | Pesi massimi                   | -   | -   | -   |     |     |
| Mauro Sarmiento    | Taekwondo          | -80 kg maschile                | -   | -   | -   |     |     |

Medaglie per genere
| Genere |   |   |    | Totale |
| Uomini | 5 | 8 | 7  | 20     |
| Donne  | 3 | 1 | 4  | 8      |
| Totale | 8 | 9 | 11 | 28     |

## Atletica leggera
| Q | Qualificato al turno successivo per la posizione in qualificazione                                                           |
| q | Qualificato per il turno successivo per ripescaggio o, negli eventi su campo, conquistando la misura minima per qualificarsi |

### Maschile
Corse su pista, marcia e maratona
| Atleta                                                                                      | Evento            | Batteria  | Batteria  | Quarto di finale | Quarto di finale | Semifinale | Semifinale | Finale                           | Finale                           |
| Atleta                                                                                      | Evento            | Risultato | Posizione | Risultato        | Posizione        | Risultato  | Posizione  | Risultato                        | Posizione                        |
| ------------------------------------------------------------------------------------------- | ----------------- | --------- | --------- | ---------------- | ---------------- | ---------- | ---------- | -------------------------------- | -------------------------------- |
| Emanuele Abate                                                                              | 110 m ostacoli    | 13"46     | 4º Q      | N.D.             | N.D.             | 13"35      | 4º         | non qualificato                  | non qualificato                  |
| José Bencosme                                                                               | 400 m ostacoli    | 49"35     | 3º Q      | N.D.             | N.D.             | 50"07      | 6º         | non qualificato                  | non qualificato                  |
| Yuri Floriani                                                                               | 3000 m siepi      | 8'29"01   | 2º Q      | N.D.             | N.D.             | N.D.       | N.D.       | 8'40"07                          | 13º                              |
| Daniele Meucci                                                                              | 5000 m            | 13'28"71  | 8º        | N.D.             | N.D.             | N.D.       | N.D.       | non qualificato                  | non qualificato                  |
| Daniele Meucci                                                                              | 10000 m           | N.D.      | N.D.      | N.D.             | N.D.             | N.D.       | N.D.       | 28'57"46                         | 24º                              |
| Ruggero Pertile                                                                             | Maratona          | N.D.      | N.D.      | N.D.             | N.D.             | N.D.       | N.D.       | 2h 12'45"                        | 10º                              |
| Giorgio Rubino                                                                              | 20 km marcia      | N.D.      | N.D.      | N.D.             | N.D.             | N.D.       | N.D.       | 1'25"28                          | 42º                              |
| Marco De Luca                                                                               | 50 km marcia      | N.D.      | N.D.      | N.D.             | N.D.             | N.D.       | N.D.       | 3h 47'19"                        | 17º                              |
| Alex Schwazer                                                                               | 50 km marcia      | N.D.      | N.D.      | N.D.             | N.D.             | N.D.       | N.D.       | Squalificato dal CONI per doping | Squalificato dal CONI per doping |
| Simone Collio Jacques Riparelli Davide Manenti Fabio Cerutti Diego Marani Rosario La Mastra | Staffetta 4×100 m | 38"58     | 7º        | N.D.             | N.D.             | N.D.       | N.D.       | non qualificati                  | non qualificati                  |

Concorsi
| Atleta             | Evento              | Qualifica | Qualifica | Finale          | Finale          |
| Atleta             | Evento              | Distanza  | Posizione | Distanza        | Posizione       |
| ------------------ | ------------------- | --------- | --------- | --------------- | --------------- |
| Daniele Greco      | Salto triplo        | 17,00 m   | 4º Q      | 17,34 m         | 4º              |
| Fabrizio Donato    | Salto triplo        | 16,86 m   | 8º Q      | 17,48 m         |                 |
| Gianmarco Tamberi  | Salto in alto       | 2,21 m    | 21º       | non qualificato | non qualificato |
| Lorenzo Povegliano | Lancio del martello | 71,55 m   | 27º       | non qualificato | non qualificato |
| Nicola Vizzoni     | Lancio del martello | 74,79 m   | 10º Q     | 76,07 m         | 8º              |

### Femminile
Corse su pista, marcia e maratona
| Atleta                                                                                                | Evento            | Batteria  | Batteria  | Quarto di finale | Quarto di finale | Semifinale      | Semifinale      | Finale          | Finale          |
| Atleta                                                                                                | Evento            | Risultato | Posizione | Risultato        | Posizione        | Risultato       | Posizione       | Risultato       | Posizione       |
| --- | ----------------- | --------- | --------- | ---------------- | ---------------- | --------------- | --------------- | --------------- | --------------- |
| Gloria Hooper                                                                                         | 200 m             | 23"25     | 6ª        | N.D.             | N.D.             | non qualificata | non qualificata | non qualificata | non qualificata |
| Libania Grenot                                                                                        | 400 m             | 52"13     | 3ª Q      | N.D.             | N.D.             | 51"18           | 3ª              | non qualificata | non qualificata |
| Marzia Caravelli                                                                                      | 100 m ostacoli    | 13"01     | 3ª Q      | N.D.             | N.D.             | DSQ             | DSQ             | non qualificata | non qualificata |
| Elena Romagnolo                                                                                       | 5000 m            | 15'06"38  | 9ª q      | N.D.             | N.D.             | N.D.            | N.D.            | 15'35"69        | 15ª             |
| Silvia Weissteiner                                                                                    | 5000 m            | 15'06"81  | 7ª        | N.D.             | N.D.             | N.D.            | N.D.            | non qualificata | non qualificata |
| Nadia Ejjafini                                                                                        | 5000 m            | 15'24"70  | 14ª       | N.D.             | N.D.             | N.D.            | N.D.            | non qualificata | non qualificata |
| Nadia Ejjafini                                                                                        | 10000 m           | N.D.      | N.D.      | N.D.             | N.D.             | N.D.            | N.D.            | 31'57"03        | 18ª             |
| Rosaria Console                                                                                       | Maratona          | N.D.      | N.D.      | N.D.             | N.D.             | N.D.            | N.D.            | 2h 30'09"       | 30ª             |
| Anna Incerti                                                                                          | Maratona          | N.D.      | N.D.      | N.D.             | N.D.             | N.D.            | N.D.            | 2h 29'38"       | 29ª             |
| Valeria Straneo                                                                                       | Maratona          | N.D.      | N.D.      | N.D.             | N.D.             | N.D.            | N.D.            | 2h 25'27"       | 8ª              |
| Eleonora Anna Giorgi                                                                                  | 20 km marcia      | N.D.      | N.D.      | N.D.             | N.D.             | N.D.            | N.D.            | 1h 29'48"       | 14ª             |
| Elisa Rigaudo                                                                                         | 20 km marcia      | N.D.      | N.D.      | N.D.             | N.D.             | N.D.            | N.D.            | 1h 27'36"       | 7ª              |
| Giulia Arcioni Chiara Bazzoni Elena Maria Bonfanti Libania Grenot Manuela Gentili Maria Enrica Spacca | Staffetta 4×400 m | 3'29"01   | 7ª        | N.D.             | N.D.             | N.D.            | N.D.            | non qualificate | non qualificate |

Concorsi
| Atleta           | Evento              | Qualifica | Qualifica | Finale          | Finale          |
| Atleta           | Evento              | Distanza  | Posizione | Distanza        | Posizione       |
| ---------------- | ------------------- | --------- | --------- | --------------- | --------------- |
| Simona La Mantia | Salto triplo        | 13,92 m   | 18ª       | non qualificata | non qualificata |
| Chiara Rosa      | Getto del peso      | 18,30 m   | 15ª       | non qualificata | non qualificata |
| Silvia Salis     | Lancio del martello | 10,84 m   | 36ª       | non qualificata | non qualificata |

## Badminton
Femminile
| Atleta           | Evento  | Girone                          | Girone                            | Girone    | Ottavi               | Quarti               | Semifinale           | Finale               | Finale          |
| Atleta           | Evento  | Avversario Punteggio            | Avversario Punteggio              | Posizione | Avversario Punteggio | Avversario Punteggio | Avversario Punteggio | Avversario Punteggio | Posizione       |
| ---------------- | ------- | ------------------------------- | --------------------------------- | --------- | -------------------- | -------------------- | -------------------- | -------------------- | --------------- |
| Agnese Allegrini | Singolo | Tee Jing Yi (MAS) P 7-21, 14-21 | Bae Youn-joo (KOR) P 11–21, 15–21 | 3ª        | non qualificata      | non qualificata      | non qualificata      | non qualificata      | non qualificata |

## Canoa/Kayak

### Velocità
| FA | Qualificato in finale A (per le medaglie)                       |
| FB | Qualificato in finale B (non per le medaglie)                   |
| Q  | Qualificato al turno successivo per posizione in qualificazione |
| q  | Qualificato al turno successivo per ripescaggio                 |

Maschile
| Atleta             | Evento     | Batteria | Batteria   | Semifinale      | Semifinale      | Finale          | Finale          |
| Atleta             | Evento     | Tempo    | Classifica | Tempo           | Classifica      | Tempo           | Classifica      |
| ------------------ | ---------- | -------- | ---------- | --------------- | --------------- | --------------- | --------------- |
| Maximilian Benassi | K-1 1000 m | 3'35"543 | 7º         | non qualificato | non qualificato | non qualificato | non qualificato |

Femminile
| Atleta         | Evento    | Batteria | Batteria   | Semifinale      | Semifinale      | Finale          | Finale          |
| Atleta         | Evento    | Tempo    | Classifica | Tempo           | Classifica      | Tempo           | Classifica      |
| -------------- | --------- | -------- | ---------- | --------------- | --------------- | --------------- | --------------- |
| Norma Murabito | K-1 200 m | 43"820   | 7ª         | non qualificata | non qualificata | non qualificata | non qualificata |
| Josefa Idem    | K-1 500 m | 1'55"619 | 3ª Q       | 1'52"232        | 1ª Q            | 1'53"223        | 5ª              |

### Slalom
Maschile
| Atleta                           | Evento | Qualificazioni | Qualificazioni | Qualificazioni | Qualificazioni | Qualificazioni | Qualificazioni | Semifinali      | Semifinali      | Semifinali      | Finale          | Finale          | Finale          |
| Atleta                           | Evento | 1ª manche      | Pos.           | 2ª manche      | Pos.           | Migliore       | Posizione      | Penalità        | Tempo           | Posizione       | Penalità        | Tempo           | Posizione       |
| -------------------------------- | ------ | -------------- | -------------- | -------------- | -------------- | -------------- | -------------- | --------------- | --------------- | --------------- | --------------- | --------------- | --------------- |
| Stefano Cipressi                 | C-1    | 96"40          | 9º             | 99"74          | 11º            | 96"40          | 13º            | non qualificato | non qualificato | non qualificato | non qualificato | non qualificato | non qualificato |
| Daniele Molmenti                 | K-1    | 91"40          | 10º            | 86"68          | 8º             | 86"68          | 9º Q           | 0"              | 96"37           | 3º Q            | 0"              | 93"43           |                 |
| Pietro Camporesi Niccolò Ferrari | C-2    | 120"64         | 14º            | 111"55         | 10º            | 111"55         | 13º            | non qualificati | non qualificati | non qualificati | non qualificati | non qualificati | non qualificati |

Femminile
| Maria Clara Giai Pron | K-1 | 99"66 | 1ª | 112"65 | 15ª | 99"66 | 3ª Q | 52" | 176"61 | 15ª | non qualificata | non qualificata | non qualificata | non qualificata | non qualificata | non qualificata |

## Canottaggio
| FA   | Qualificato in finale A (per le medaglie)     |
| FB   | Qualificato in finale B (non per le medaglie) |
| FC   | Qualificato in finale C (non per le medaglie) |
| FD   | Qualificato in finale D (non per le medaglie) |
| FE   | Qualificato in finale E (non per le medaglie) |
| FF   | Qualificato in finale F (non per le medaglie) |
| SA/B | Semifinali A/B                                |
| SC/D | Semifinali C/D                                |
| SE/F | Semifinali E/F                                |
| QF   | Qualificato ai quarti di finale               |
| R    | Ripescaggio                                   |

Maschile
| Atleta                                                             | Evento                   | Batteria | Batteria  | Ripescaggio | Ripescaggio | Semifinali | Semifinali | Finale  | Finale    |
| Atleta                                                             | Evento                   | Tempo    | Posizione | Tempo       | Posizione   | Tempo      | Posizione  | Tempo   | Posizione |
| ------------------------------------------------------------------ | ------------------------ | -------- | --------- | ----------- | ----------- | ---------- | ---------- | ------- | --------- |
| Lorenzo Carboncini Niccolò Mornati                                 | 2 senza                  | 6'18"33  | 2º SA/B   | Bye         | Bye         | 6'55"82    | 2º FA      | 6'26"17 | 4º        |
| Romano Battisti Alessio Sartori                                    | 2 di coppia              | 6'18"50  | 2º SA/B   | Bye         | Bye         | 6'20"68    | 2º FA      | 6'32"80 |           |
| Elia Luini Pietro Ruta                                             | 2 di coppia pesi leggeri | 6'35"72  | 1º SA/B   | Bye         | Bye         | 6'41"17    | 5º FB      | 6'29"92 | 7º        |
| Luca Agamennoni Vincenzo Capelli Mario Paonessa Simone Venier      | 4 senza                  | 6'02"01  | 4º R      | 6'04"27     | 3º SA/B     | 6'05"00    | 4º FB      | 6'09"42 | 8º        |
| Francesco Fossi Pierpaolo Frattini Simone Raineri Matteo Stefanini | 4 di coppia              | 6'08"99  | 5º R      | 5'44"57     | 2º SA/B     | 6'18"96    | 6º FB      | 6'02"57 | 11º       |
| Andrea Caianiello Daniele Danesin Martino Goretti Marcello Miani   | 4 di coppia pesi leggeri | 5'56"71  | 4º R      | 6'01"66     | 2º SA/B     | 6'08"44    | 5º FB      | 6'14"63 | 12º       |

Femminile
| Atleta                        | Evento  | Batteria | Batteria  | Ripescaggio | Ripescaggio | Finale  | Finale    |
| Atleta                        | Evento  | Tempo    | Posizione | Tempo       | Posizione   | Tempo   | Posizione |
| ----------------------------- | ------- | -------- | --------- | ----------- | ----------- | ------- | --------- |
| Sara Bertolasi Claudia Wurzel | 2 senza | 7'21"44  | 5ª R      | 7'18"14     | 4ª FB       | 8'06"14 | 10ª       |

## Ciclismo

### Ciclismo su strada
Maschile
| Atleta          | Evento         | Tempo     | Classifica |
| --------------- | -------------- | --------- | ---------- |
| Sacha Modolo    | Corsa in linea | 5h 46'51" | 99º        |
| Luca Paolini    | Corsa in linea | 5h 46'05" | 9º         |
| Vincenzo Nibali | Corsa in linea | 5h 46'53" | 101º       |
| Matteo Trentin  | Corsa in linea | Riserva   | Riserva    |
| Elia Viviani    | Corsa in linea | 5h 46'37" | 38º        |
| Marco Pinotti   | Corsa in linea | 5h 54'04" | 107º       |
| Marco Pinotti   | Cronometro     | 52'49"28  | 5º         |

Femminile
| Atleta           | Evento         | Tempo     | Classifica |
| ---------------- | -------------- | --------- | ---------- |
| Monia Baccaille  | Corsa in linea | FT        | /          |
| Giorgia Bronzini | Corsa in linea | 3h 35′56″ | 5ª         |
| Noemi Cantele    | Corsa in linea | 3h 36′04″ | 34ª        |
| Noemi Cantele    | Cronometro     | 41'51"18  | 22ª        |
| Tatiana Guderzo  | Corsa in linea | 3h 36′01″ | 30ª        |
| Tatiana Guderzo  | Cronometro     | 41′48"94  | 21ª        |

### Ciclismo su pista

#### Omnium
Maschile
| Atleta       | Evento | Flying lap | Flying lap | Corsa a punti | Corsa a punti | Corsa a eliminazione | Inseguimento individuale | Inseguimento individuale | Scratch race | Chilometro da fermo | Chilometro da fermo | Punti totali | Classifica |
| Atleta       | Evento | Tempo      | Posizione  | Punti         | Posizione     | Tempo                | Tempo                    | Posizione                | Tempo        | Tempo               | Posizione           | Punti totali | Classifica |
| ------------ | ------ | ---------- | ---------- | ------------- | ------------- | -------------------- | ------------------------ | ------------------------ | ------------ | ------------------- | ------------------- | ------------ | ---------- |
| Elia Viviani | Omnium | 13"359     | 6          | 47            | 5º            | 2º                   | 4'28"499                 | 7º                       | 5º           | 1'04"238            | 8º                  | 34           | 6º         |

### BMX
Maschile
| Atleta           | Evento      | Seeding   | Seeding | Quarti di finale | Quarti di finale | Quarti di finale | Quarti di finale | Quarti di finale | Quarti di finale | Quarti di finale | Semifinale      | Semifinale      | Semifinale      | Semifinale      | Semifinale      | Semifinale      | Semifinale      | Finale          |
| Atleta           | Evento      | Risultato | Pos.    | Manches          | Manches          | Manches          | Manches          | Manches          | Totale           | Classifica       | Manches         | Manches         | Manches         | Manches         | Manches         | Totale          | Classifica      | Classifica      |
| Atleta           | Evento      | Risultato | Pos.    | 1ª               | 2ª               | 3ª               | 4ª               | 5ª               | Totale           | Classifica       | 1ª              | 2ª              | 3ª              | 4ª              | 5ª              | Totale          | Classifica      | Classifica      |
| ---------------- | ----------- | --------- | ------- | ---------------- | ---------------- | ---------------- | ---------------- | ---------------- | ---------------- | ---------------- | --------------- | --------------- | --------------- | --------------- | --------------- | --------------- | --------------- | --------------- |
| Manuel De Vecchi | Individuale | 38"385    | 18º     | 53"365 (2)       | 41"499 (8)       | 50"728 (8)       | 40"342 (6)       | 40"261 (5)       | 29               | 7º               | non qualificato | non qualificato | non qualificato | non qualificato | non qualificato | non qualificato | non qualificato | non qualificato |

### Mountain Bike
Maschile
| Atleta                | Evento        | Tempo     | Classifica |
| --------------------- | ------------- | --------- | ---------- |
| Marco Aurelio Fontana | Cross-country | 1h 29'32" |            |
| Gerhard Kerschbaumer  | Cross-country | 1h 32'02" | 13°        |

Femminile
| Atleta      | Evento        | Tempo     | Classifica |
| ----------- | ------------- | --------- | ---------- |
| Eva Lechner | Cross-country | 1h 37'36" | 17ª        |

## Equitazione

### Dressage
| Atleta           | Cavallo            | Gara        | Grand Prix | Grand Prix | Grand Prix Special | Grand Prix Special | Grand Prix Freestyle | Grand Prix Freestyle | Totale    | Totale     |
| Atleta           | Cavallo            | Gara        | Punteggio  | Classifica | Punteggio          | Classifica         | Tecnico              | Artistico            | Punteggio | Classifica |
| ---------------- | ------------------ | ----------- | ---------- | ---------- | ------------------ | ------------------ | -------------------- | -------------------- | --------- | ---------- |
| Valentina Truppa | Eremo del Castegno | Individuale | 75.790     | 9ª Q       | 73.127             | 18ª Q              | 75.143               | 81.286               | 78.214    | 15ª        |

### Concorso completo
| Atleta              | Cavallo    | Gara        | Dressage | Dressage  | Cross-country | Cross-country | Cross-country | Salto ostacoli | Salto ostacoli | Salto ostacoli | Salto ostacoli | Totale | Totale    |
| Atleta              | Cavallo    | Gara        | Dressage | Dressage  | Cross-country | Cross-country | Cross-country | Qualificazione | Qualificazione | Qualificazione | Finale         | Totale | Totale    |
| Atleta              | Cavallo    | Gara        | Penalità | Posizione | Penalità      | Totale        | Posizione     | Penalità       | Totale         | Posizione      | Penalità       | Totale | Posizione |
| ------------------- | ---------- | ----------- | -------- | --------- | ------------- | ------------- | ------------- | -------------- | -------------- | -------------- | -------------- | ------ | --------- |
| Stefano Brecciaroli | Cappa Hill | Individuale | 38.50    | 2º        | 11.60         | 50.10         | 16º           | 11.00          | 61.10          | 25º Q          | 8.00           | 69.10  | 19º       |
| Vittoria Panizzon   | Rock Model | Individuale | 53.50    | =46ª      | 0.00          | 53.50         | 22ª           | 1.00           | 54.50          | 15ª Q          | 0.00           | 54.50  | 11ª       |

## Ginnastica

### Ginnastica artistica
Maschile
Squadre
| Atleta            | Evento             | Qualificazione | Qualificazione | Qualificazione | Qualificazione | Qualificazione | Qualificazione | Qualificazione | Qualificazione | Finale          | Finale          | Finale          | Finale          | Finale          | Finale          | Finale          | Finale          |
| Atleta            | Evento             | Attrezzo       | Attrezzo       | Attrezzo       | Attrezzo       | Attrezzo       | Attrezzo       | Totale         | Posizione      | Attrezzo        | Attrezzo        | Attrezzo        | Attrezzo        | Attrezzo        | Attrezzo        | Totale          | Posizione       |
| Atleta            | Evento             | CL             | C              | A              | V              | P              | S              | Totale         | Posizione      | CL              | C               | A               | V               | P               | S               | Totale          | Posizione       |
| ----------------- | ------------------ | -------------- | -------------- | -------------- | -------------- | -------------- | -------------- | -------------- | -------------- | --------------- | --------------- | --------------- | --------------- | --------------- | --------------- | --------------- | --------------- |
| Matteo Angioletti | Concorso a squadre | 14.033         | N.D.           | 15.066         | 15.566         | N.D.           | N.D.           | N.D.           | N.D.           | non qualificati | non qualificati | non qualificati | non qualificati | non qualificati | non qualificati | non qualificati | non qualificati |
| Alberto Busnari   | Concorso a squadre | N.D.           | 15.058 Q       | N.D.           | N.D.           | 13.766         | 12.100         | N.D.           | N.D.           | non qualificati | non qualificati | non qualificati | non qualificati | non qualificati | non qualificati | non qualificati | non qualificati |
| Matteo Morandi    | Concorso a squadre | 14.133         | 0.000          | 15.766 Q       | 15.633         | 14.500         | 0.000          | 60.032         | 41º            | non qualificati | non qualificati | non qualificati | non qualificati | non qualificati | non qualificati | non qualificati | non qualificati |
| Paolo Ottavi      | Concorso a squadre | 14.266         | 13.700         | 14.866         | 14.933         | 14.500         | 14.066         | 86.331         | 24º Q          | non qualificati | non qualificati | non qualificati | non qualificati | non qualificati | non qualificati | non qualificati | non qualificati |
| Enrico Pozzo      | Concorso a squadre | 14.766         | 13.633         | 14.033         | 15.600         | 14.366         | 14.500         | 86.698         | 21º Q          | non qualificati | non qualificati | non qualificati | non qualificati | non qualificati | non qualificati | non qualificati | non qualificati |
| Totale            | Concorso a squadre | 43.165         | 42.391         | 45.698         | 46.799         | 43.366         | 40.666         | 262.085        | 11º            | non qualificati | non qualificati | non qualificati | non qualificati | non qualificati | non qualificati | non qualificati | non qualificati |

Finali individuali
| Atleta          | Evento               | Attrezzo | Attrezzo | Attrezzo | Attrezzo | Attrezzo | Attrezzo | Totale | Posizione |
| Atleta          | Evento               | CL       | C        | A        | V        | P        | S        | Totale | Posizione |
| --------------- | -------------------- | -------- | -------- | -------- | -------- | -------- | -------- | ------ | --------- |
| Alberto Busnari | Cavallo              | N.D.     | 15.400   | N.D.     | N.D.     | N.D.     | N.D.     | 15.400 | 4º        |
| Matteo Morandi  | Anelli               | N.D.     | N.D.     | 15.733   | N.D.     | N.D.     | N.D.     | 15.733 |           |
| Paolo Ottavi    | Concorso individuale | 12.466   | 14.033   | 15.016   | 15.000   | 14.100   | 14.033   | 84.648 | 22º       |
| Enrico Pozzo    | Concorso individuale | 14.700   | 13.900   | 14.000   | 15.466   | 14.533   | 14.433   | 87.032 | 18º       |

Femminile
Squadre
| Atleta                                                                            | Evento               | Attrezzo                 | Attrezzo                 | Attrezzo                 | Attrezzo               | Qualificazione | Qualificazione | Finale  | Finale    |
| Atleta                                                                            | Evento               | CL                       | V                        | P                        | T                      | Totale         | Posizione      | Totale  | Posizione |
| --------------------------------------------------------------------------------- | -------------------- | ------------------------ | ------------------------ | ------------------------ | ---------------------- | -------------- | -------------- | ------- | --------- |
| Giorgia Campana                                                                   | Concorso individuale | N.D.                     | N.D.                     | 12,766                   | N.D.                   | N.D.           | N.D.           | N.D.    | N.D.      |
| Erika Fasana                                                                      | Concorso individuale | 14,100                   | 14,033                   | 13,666                   | 12,266                 | 53,965         | 30ª            | N.D.    | N.D.      |
| Carlotta Ferlito                                                                  | Concorso individuale | 14,100                   | 13,900                   | 13,075                   | 14,425                 | 55,500         | 20ª            | 55,098  | 21ª       |
| Vanessa Ferrari                                                                   | Concorso individuale | 14,366                   | 14,900                   | 14,233                   | 14,433                 | 57,932         | 7ª             | 57,999  | 8ª        |
| Elisabetta Preziosa                                                               | Concorso individuale | 13,733                   | 13,300                   | N.D.                     | 13,266                 | N.D.           | N.D.           | N.D.    | N.D.      |
| Giorgia Campana Erika Fasana Carlotta Ferlito Vanessa Ferrari Elisabetta Preziosa | Concorso a squadre   | 13,900 13,600 - 14,166 - | - 13,733 14,300 14,333 - | - 14,233 14,100 13,566 - | - 14,366 14,800 12,833 | 168,397        | 7e             | 167,930 | 7e        |

Finali individuali
| Atleta          | Attrezzo     | Totale | Classifica |
| --------------- | ------------ | ------ | ---------- |
| Vanessa Ferrari | Corpo libero | 14,900 | 4ª         |

### Ginnastica ritmica
Femminile
| Atleta             | Evento               | Qualificazione | Qualificazione | Qualificazione | Qualificazione | Qualificazione | Qualificazione | Finale          | Finale          | Finale          | Finale          | Finale          | Finale          |
| Atleta             | Evento               | Attrezzo       | Attrezzo       | Attrezzo       | Attrezzo       | Totale         | Classifica     | Attrezzo        | Attrezzo        | Attrezzo        | Attrezzo        | Totale          | Classifica      |
| Atleta             | Evento               | Cerchio        | Palla          | Clavi          | Nastro         | Totale         | Classifica     | Cerchio         | Palla           | Clavi           | Nastro          | Totale          | Classifica      |
| ------------------ | -------------------- | -------------- | -------------- | -------------- | -------------- | -------------- | -------------- | --------------- | --------------- | --------------- | --------------- | --------------- | --------------- |
| Julieta Cantaluppi | Concorso individuale | 25.200         | 26.675         | 26.850         | 26.550         | 105.275        | 16ª            | non qualificata | non qualificata | non qualificata | non qualificata | non qualificata | non qualificata |

| Atleta                                                                                        | Evento             | Qualificazione | Qualificazione      | Qualificazione | Qualificazione | Finale   | Finale              | Finale | Finale     |
| Atleta                                                                                        | Evento             | Attrezzo       | Attrezzo            | Totale         | Classifica     | Attrezzo | Attrezzo            | Totale | Classifica |
| Atleta                                                                                        | Evento             | 5 palle        | 3 nastri e 2 cerchi | Totale         | Classifica     | 5 palle  | 3 nastri e 2 cerchi | Totale | Classifica |
| --------------------------------------------------------------------------------------------- | ------------------ | -------------- | ------------------- | -------------- | -------------- | -------- | ------------------- | ------ | ---------- |
| Elisa Blanchi Romina Laurito Marta Pagnini Elisa Santoni Anželika Savrajuk Andreea Stefanescu | Concorso a squadre | 28.100         | 27.700              | 55.800         | 2ª Q           | 28.125   | 27.325              | 55.450 |            |

### Trampolino elastico
Maschile
| Atleta         | Evento      | Qualificazioni | Qualificazioni | Finale          | Finale          |
| Atleta         | Evento      | Punteggio      | Classifica     | Punteggio       | Classifica      |
| -------------- | ----------- | -------------- | -------------- | --------------- | --------------- |
| Flavio Cannone | Individuale | 47,450         | 11º            | non qualificato | non qualificato |

## Judo
Maschile
| Atleta            | Evento | Preliminari                     | 16-esimi                         | Ottavi                          | Quarti                         | Semifinali                     | Ripescaggio          | Med. bronzo                    | Finale               | Posizione       |
| Atleta            | Evento | Avversario Risultato            | Avversario Risultato             | Avversario Risultato            | Avversario Risultato           | Avversario Risultato           | Avversario Risultato | Avversario Risultato           | Avversario Risultato | Posizione       |
| ----------------- | ------ | ------------------------------- | -------------------------------- | ------------------------------- | ------------------------------ | ------------------------------ | -------------------- | ------------------------------ | -------------------- | --------------- |
| Elio Verde        | −60 kg | J. Postigos (PER) V (0100-0001) | H. Zantaraja (UKR) V (0001-0000) | N. Castillo (MEX) V (0101-0001) | H. Davtyan (ARM) V (0001-0000) | H. Hiraoka (JPN) P (0000–0110) | Bye                  | F. Kitadai (BRA) P (0000–0011) | non qualificato      | 5º              |
| Francesco Faraldo | −66 kg | S. Uriarte (ESP) P (0000–0100)  | non qualificato                  | non qualificato                 | non qualificato                | non qualificato                | non qualificato      | non qualificato                | non qualificato      | non qualificato |
| Antonio Ciano     | −81 kg | Bye                             | O. Bischof (DEU) P (0000–0101)   | non qualificato                 | non qualificato                | non qualificato                | non qualificato      | non qualificato                | non qualificato      | non qualificato |
| Roberto Meloni    | −90 kg | P. Sobirov (TJK) V (0101–0013)  | T. Camilo (BRA) P (0001–1011)    | non qualificato                 | non qualificato                | non qualificato                | non qualificato      | non qualificato                | non qualificato      | non qualificato |

Femminile
| Atleta             | Evento | 16-esimi                        | Ottavi                          | Quarti                           | Semifinali                   | Ripescaggio                      | Med. bronzo                   | Finale               | Posizione       |
| Atleta             | Evento | Avversario Risultato            | Avversario Risultato            | Avversario Risultato             | Avversario Risultato         | Avversario Risultato             | Avversario Risultato          | Avversario Risultato | Posizione       |
| ------------------ | ------ | ------------------------------- | ------------------------------- | -------------------------------- | ---------------------------- | -------------------------------- | ----------------------------- | -------------------- | --------------- |
| Elena Moretti      | −48 kg | Bye                             | P. Pareto (ARG) P (0000–0001)   | non qualificata                  | non qualificata              | non qualificata                  | non qualificata               | non qualificata      | non qualificata |
| Rosalba Forciniti  | −52 kg | Bye                             | R. Tarangul (DEU) V (0010-0002) | Kim K.-O. (KOR) V (0001-0001)    | An K.-A. (PRK) P (0000-0101) | Bye                              | M. Muller (LUX) V (0000-0001) | non qualificata      |                 |
| Giulia Quintavalle | −57 kg | Bye                             | Kim J.-D. (KOR) V (1011-0002)   | K. Matsumoto (JPN) P (0001-0010) | non qualificata              | S. Filzmoter (AUT) V (0100-0001) | M. Malloy (USA) P (0001-0100) | non qualificata      | 5º              |
| Edwige Gwend       | −63 kg | Bye                             | Xu L. (CHN) P (0002–0211)       | non qualificata                  | non qualificata              | non qualificata                  | non qualificata               | non qualificata      | non qualificata |
| Erica Barbieri     | −70 kg | Hwang Y.-S. (KOR) P (0001–0102) | non qualificata                 | non qualificata                  | non qualificata              | non qualificata                  | non qualificata               | non qualificata      | non qualificata |

## Lotta

### Greco-Romana
Maschile
| Atleta            | Evento | Qualificazione       | Ottavi                                     | Quarti               | Semifinali           | Ripescaggio Turno 2  | Ripescaggio Turno 2  | Finale               | Pos. |
| Atleta            | Evento | Avversario Risultato | Avversario Risultato                       | Avversario Risultato | Avversario Risultato | Avversario Risultato | Avversario Risultato | Avversario Risultato | Pos. |
| ----------------- | ------ | -------------------- | ------------------------------------------ | -------------------- | -------------------- | -------------------- | -------------------- | -------------------- | ---- |
| Daigoro Timoncini | −96 kg | Bye                  | Artur Aleksanyan (ARM) P 0-3 PO (0-1, 0-2) | non qualificato      | non qualificato      | non qualificato      | non qualificato      | non qualificato      | 17º  |

## Nuoto e sport acquatici

### Nuoto
Maschile
| Atleta                                                              | Evento               | Batterie | Batterie   | Semifinali      | Semifinali      | Finale          | Finale          |
| Atleta                                                              | Evento               | Tempo    | Classifica | Tempo           | Classifica      | Tempo           | Classifica      |
| ------------------------------------------------------------------- | -------------------- | -------- | ---------- | --------------- | --------------- | --------------- | --------------- |
| Marco Orsi                                                          | 50 m stile libero    | 22"36    | 19º        | non qualificato | non qualificato | non qualificato | non qualificato |
| Luca Dotto                                                          | 50 m stile libero    | 22"12    | 11º Q      | 22"09           | 13º             | non qualificato | non qualificato |
| Luca Dotto                                                          | 100 m stile libero   | 49"43    | 22º        | non qualificato | non qualificato | non qualificato | non qualificato |
| Filippo Magnini                                                     | 100 m stile libero   | 49"18    | 19º        | non qualificato | non qualificato | non qualificato | non qualificato |
| Samuel Pizzetti                                                     | 400 m stile libero   | 3'50"93  | 18º        | N.D.            | N.D.            | non qualificato | non qualificato |
| Gabriele Detti                                                      | 1500 m stile libero  | 15'06"22 | 13º        | N.D.            | N.D.            | non qualificato | non qualificato |
| Gregorio Paltrinieri                                                | 1500 m stile libero  | 14'50"11 | 4º Q       | N.D.            | N.D.            | 14'51"92        | 5º              |
| Mirco Di Tora                                                       | 100 m dorso          | 54"70    | 19º        | non qualificato | non qualificato | non qualificato | non qualificato |
| Sebastiano Ranfagni                                                 | 200 m dorso          | 1'58"76  | 19º        | non qualificato | non qualificato | non qualificato | non qualificato |
| Mattia Pesce                                                        | 100 m rana           | 1'01"27  | 23º        | non qualificato | non qualificato | non qualificato | non qualificato |
| Fabio Scozzoli                                                      | 100 m rana           | 59"99    | 12º Q      | 59"44           | 2º Q            | 59"97           | 7º              |
| Matteo Rivolta                                                      | 100 m farfalla       | 52"50    | 22º        | non qualificato | non qualificato | non qualificato | non qualificato |
| Federico Turrini                                                    | 200 m misti          | 2'00"63  | 20º        | non qualificato | non qualificato | non qualificato | non qualificato |
| Federico Turrini                                                    | 400 m misti          | 4'17"22  | 19º        | N.D.            | N.D.            | non qualificato | non qualificato |
| Luca Marin                                                          | 400 m misti          | 4'13"02  | 6º Q       | Bye             | Bye             | 4'14"89         | 8º              |
| Luca Dotto Andrea Rolla Marco Orsi Filippo Magnini Michele Santucci | 4×100 m stile libero | 3'15"78  | 8º Q       | Bye             | Bye             | 3'14"13         | 7º              |
| Gianluca Maglia Alex Di Giorgio Riccardo Maestri Marco Belotti      | 4×200 m stile libero | 7'12"69  | 11º        | N.D.            | N.D.            | non qualificati | non qualificati |
| Mirco Di Tora Fabio Scozzoli Matteo Rivolta Luca Dotto              | 4×100 m misti        | 3'36"88  | 14º        | N.D.            | N.D.            | non qualificati | non qualificati |
| Valerio Cleri                                                       | Maratona 10 km       | N.D.     | N.D.       | N.D.            | N.D.            | 1h 51'29"5      | 17º             |

Femminile
| Atleta                                                               | Evento               | Batterie | Batterie   | Semifinali      | Semifinali      | Finale          | Finale          |
| Atleta                                                               | Evento               | Tempo    | Classifica | Tempo           | Classifica      | Tempo           | Classifica      |
| -------------------------------------------------------------------- | -------------------- | -------- | ---------- | --------------- | --------------- | --------------- | --------------- |
| Erika Ferraioli                                                      | 50 m stile libero    | 25"69    | 32ª        | non qualificata | non qualificata | non qualificata | non qualificata |
| Federica Pellegrini                                                  | 200 m stile libero   | 1'57"16  | 1ª Q       | 1'56"67         | 4ª Q            | 1'56"73         | 5ª              |
| Federica Pellegrini                                                  | 400 m stile libero   | 4'05"30  | 7ª Q       | Bye             | Bye             | 4'04"50         | 5ª              |
| Arianna Barbieri                                                     | 100 m dorso          | 1'00"25  | 16ª Q      | 1'00"27         | 13ª             | non qualificata | non qualificata |
| Elena Gemo                                                           | 100 m dorso          | 1'01"77  | 27ª        | non qualificata | non qualificata | non qualificata | non qualificata |
| Alessia Filippi                                                      | 200 m dorso          | 2'12"40  | 23ª        | non qualificata | non qualificata | non qualificata | non qualificata |
| Michela Guzzetti                                                     | 100 m rana           | 1'08"83  | 27ª        | non qualificata | non qualificata | non qualificata | non qualificata |
| Chiara Boggiatto                                                     | 200 m rana           | 2'27"74  | 22ª        | non qualificata | non qualificata | non qualificata | non qualificata |
| Ilaria Bianchi                                                       | 100 m farfalla       | 58"42    | 12ª Q      | 57"79           | 8ª              | 57"27           | 5ª              |
| Stefania Pirozzi                                                     | 400 m misti          | 4'45"61  | 22ª        | N.D.            | N.D.            | non qualificata | non qualificata |
| Alice Mizzau Federica Pellegrini Laura Letrari Erika Ferraioli       | 4×100 m stile libero | 3'39"74  | 12ª        | N.D.            | N.D.            | non qualificata | non qualificata |
| Alice Mizzau Alice Nesti Diletta Carli Federica Pellegrini           | 4×200 m stile libero | 7'52"75  | 4ª         | N.D.            | N.D.            | 7'56"30         | 7ª              |
| Arianna Barbieri Michela Guzzetti Ilaria Bianchi Federica Pellegrini | 4×100 m misti        | 4'02"20  | 11ª        | N.D.            | N.D.            | non qualificate | non qualificate |
| Martina Grimaldi                                                     | Maratona 10 km       | N.D.     | N.D.       | N.D.            | N.D.            | 1h 57'41"8      |                 |

### Nuoto sincronizzato
| Atleta                           | Evento | Programma tecnico (Preliminari) | Programma tecnico (Preliminari) | Programma libero (Preliminari) | Programma libero (Preliminari) | Programma libero (Preliminari) | Programma libero (Preliminari) | Programma libero (Finale) | Programma libero (Finale) |
| Atleta                           | Evento | Punti                           | Classifica                      | Punti                          | Classifica                     | Punti totali                   | Classifica                     | Punti                     | Classifica                |
| -------------------------------- | ------ | ------------------------------- | ------------------------------- | ------------------------------ | ------------------------------ | ------------------------------ | ------------------------------ | ------------------------- | ------------------------- |
| Giulia Lapi Mariangela Perrupato | Duo    | 90.700                          | 7ª                              | 90.740                         | 7ª                             | 181.440                        | 7ª Q                           | 181.420                   | 7ª                        |

### Tuffi
Maschile
| Atleta              | Evento           | Preliminari | Preliminari | Semifinale      | Semifinale      | Finale          | Finale          |
| Atleta              | Evento           | Punti       | Classifica  | Punti           | Classifica      | Punti           | Classifica      |
| ------------------- | ---------------- | ----------- | ----------- | --------------- | --------------- | --------------- | --------------- |
| Michele Benedetti   | Trampolino 3 m   | 433,05      | 20º         | non qualificato | non qualificato | non qualificato | non qualificato |
| Tommaso Rinaldi     | Trampolino 3 m   | 400,00      | 24º         | non qualificato | non qualificato | non qualificato | non qualificato |
| Andrea Chiarabini   | Piattaforma 10 m | 367,75      | 28º         | non qualificato | non qualificato | non qualificato | non qualificato |
| Francesco Dell'Uomo | Piattaforma 10 m | 370,25      | 27º         | non qualificato | non qualificato | non qualificato | non qualificato |

Femminile
| Atleta                           | Evento                | Preliminari | Preliminari | Semifinale      | Semifinale      | Finale          | Finale          |
| Atleta                           | Evento                | Punti       | Classifica  | Punti           | Classifica      | Punti           | Classifica      |
| -------------------------------- | --------------------- | ----------- | ----------- | --------------- | --------------- | --------------- | --------------- |
| Tania Cagnotto                   | Trampolino 3 m        | 349,80      | 3ª Q        | 362,10          | 2ª Q            | 362,20          | 4ª              |
| Francesca Dallapé                | Trampolino 3 m        | 311,25      | 13ª Q       | 312,60          | 15ª             | non qualificata | non qualificata |
| Noemi Batki                      | Piattaforma 10 m      | 342,20      | 12ª Q       | 325,45          | 10ª Q           | 350,05          | 8ª              |
| Brenda Spaziani                  | Piattaforma 10 m      | 268,00      | 23ª         | non qualificata | non qualificata | non qualificata | non qualificata |
| Tania Cagnotto Francesca Dallapé | Trampolino 3 m sincro | N.D.        | N.D.        | N.D.            | N.D.            | 314,10          | 4ª              |

### Pallanuoto

#### Maschile
| Rosa | Classifica |                   |
| --- | --- | ----------------- |
| V · D · M Nazionale maschile italiana di pallanuoto · Giochi olimpici - Londra 2012 1 Tempesti · 2 Pérez · 3 Gitto · 4 Figlioli · 5 Giorgetti · 6 Felugo · 7 Giacoppo · 8 Gallo · 9 Presciutti · 10 Fiorentini · 11 Aicardi · 12 Premuš · 13 Pastorino · CT : Sandro Campagna | Argento |                   |
| Nazionale maschile italiana di pallanuoto · Giochi olimpici - Londra 2012 | |                   |
| 1 Tempesti · 2 Pérez · 3 Gitto · 4 Figlioli · 5 Giorgetti · 6 Felugo · 7 Giacoppo · 8 Gallo · 9 Presciutti · 10 Fiorentini · 11 Aicardi · 12 Premuš · 13 Pastorino · CT: Sandro Campagna                                                                                      | 1 Tempesti · 2 Pérez · 3 Gitto · 4 Figlioli · 5 Giorgetti · 6 Felugo · 7 Giacoppo · 8 Gallo · 9 Presciutti · 10 Fiorentini · 11 Aicardi · 12 Premuš · 13 Pastorino · CT: Sandro Campagna | Italia (bandiera) |

Fase a gironi - Gruppo A
| Arbitri: | Boris Margeta Radoslaw Koryzna |

|                                                                  |           |                                                        |
| M. Aicardi N. Gitto M. Felugo D. Premuš A. Giorgetti P. Figlioli | Marcatori | T. Cleland R. Campbell R. Howden J. Cotterill A. Roach |

| Arbitri: | Marijo Brguljan Mihajlo Ćirić |

|                                                                        |           |                                                          |
| I. Fountoulis K. Kokkinakis C. Afroudakis A. Theodoropoulos A. Miralis | Marcatori | M. Aicardi N. Gitto C. Presciutti M. Felugo A. Giorgetti |

| Arbitri: | György Juhász Adrian Alexandrescu |

|                                            |           |                                                                |
| V. Gallo P. Figlioli A. Giorgetti N. Gitto | Marcatori | S. Sukno M. Joković D. Burić N. Dobud M. Bošković P. Obradović |

| Arbitri: | Anton Bervoets Cory Williams |

|                                                       |           |                                               |
| P. Figlioli V. Gallo C. Presciutti D. Premuš A. Pérez | Marcatori | A. Shmider S. Gubarev Y. Zhilyayev R. Manafov |

| Arbitri: | Adrian Alexandrescu Dragan Stampalija |

|                                            |           |                                                                   |
| M. Minguell G. Molina X. García A. Español | Marcatori | C. Presciutti V. Gallo M. Aicardi M. Felugo D. Premuš P. Figlioli |

| Pos. | Squadra    | Pt | G | V | N | P | GF | GS | DR  |
| ---- | ---------- | -- | - | - | - | - | -- | -- | --- |
| 1    | Croazia    | 10 | 5 | 5 | 0 | 0 | 50 | 29 | +21 |
| 2    | Italia     | 7  | 5 | 3 | 1 | 1 | 40 | 36 | +4  |
| 3    | Spagna     | 6  | 5 | 3 | 0 | 2 | 52 | 42 | +10 |
| 4    | Australia  | 4  | 5 | 2 | 0 | 3 | 40 | 44 | -4  |
| 5    | Grecia     | 3  | 5 | 1 | 1 | 3 | 41 | 43 | -2  |
| 6    | Kazakistan | 0  | 5 | 0 | 0 | 5 | 24 | 53 | -29 |

Quarti di finale
| Arbitri: | Georgios Stavridis Alan Balfanbayev |

|                                                           |           |                                                       |
| M. Felugo C. Presciutti A. Pérez P. Figlioli A. Giorgetti | Marcatori | P. Biros T. Kásás Dániel Varga Dénes Varga N. Madaras |

Semifinale
| Arbitri: | Sergi Borrell Sanchez Adrian Alexandrescu |

|                                                                  |           |                                                            |
| V. Gallo C. Presciutti D. Premuš M. Felugo A. Giorgetti A. Pérez | Marcatori | V. Udovičić A. Prlainović F. Filipović M. Aleksić S. Nikić |

Finale per l'oro
| Arbitri: | Sergi Borrell Sanchez György Juhász |

|                                                        |           |                                               |
| S. Sukno M. Bošković S. Barač M. Joković I. Buljubašić | Marcatori | V. Gallo C. Presciutti M. Felugo A. Giorgetti |

Marcatori
|  | Gol | Marcatore            | Posizione classifica gen. |
|  | --- | -------------------- | ------------------------- |
|  | 13  | Maurizio Felugo      | 14º                       |
|  | 10  | Valentino Gallo      | 22º                       |
|  | 9   | Christian Presciutti | 25º                       |
|  | 9   | Pietro Figlioli      | 25º                       |
|  | 8   | Alex Giorgetti       | 34º                       |
|  | 7   | Danijel Premuš       | 44º                       |
|  | 4   | Matteo Aicardi       | 70º                       |
|  | 3   | Niccolò Gitto        | 82º                       |
|  | 3   | Amaurys Pérez        | 82º                       |
|  |     |                      |                           |

#### Femminile
| Rosa | Classifica |                   |
| --- | --- | ----------------- |
| V · D · M Nazionale femminile italiana di pallanuoto · Giochi olimpici - Londra 2012 1 Gigli · 2 Abbate · 3 Casanova · 4 Radicchi · 5 Pelle · 6 Lapi · 7 Di Mario · 8 Bianconi · 9 Emmolo · 10 Rambaldi · 11 Cotti · 12 Frassinetti · 13 Gorlero · CT : Fabio Conti | 7° |                   |
| Nazionale femminile italiana di pallanuoto · Giochi olimpici - Londra 2012 | |                   |
| 1 Gigli · 2 Abbate · 3 Casanova · 4 Radicchi · 5 Pelle · 6 Lapi · 7 Di Mario · 8 Bianconi · 9 Emmolo · 10 Rambaldi · 11 Cotti · 12 Frassinetti · 13 Gorlero · CT: Fabio Conti                                                                                       | 1 Gigli · 2 Abbate · 3 Casanova · 4 Radicchi · 5 Pelle · 6 Lapi · 7 Di Mario · 8 Bianconi · 9 Emmolo · 10 Rambaldi · 11 Cotti · 12 Frassinetti · 13 Gorlero · CT: Fabio Conti | Italia (bandiera) |

Fase a gironi - Gruppo B
| Arbitri: | Steven Rotsart György Juhász |

|                                                                    |           |                                                                               |
| T. Di Mario S. Abbate E. Casanova A. Pelle F. Radicchi R. Bianconi | Marcatori | K. Gynther G. Ralph B. Knox R. Webster A. Southern H. Lincoln-Smith N. Zagame |

| Arbitri: | Sergi Sanchez German Moller |

|                                   |           |                                                               |
| T. Di Mario S. Abbate G. Rambaldi | Marcatori | E. Lisunova O. Beljaeva S. Konuch E. Chochrjakova E. Tankeeva |

| Arbitri: | German Moller Kazuhiko Makita |

|                                                        |           |                                                |
| C. Gibson-Byrne F. Painter-Snell A. Rutlidge C. Wilcox | Marcatori | T. Frassinetti T. Di Mario S. Abbate G. Emmolo |

| Pos. | Squadra       | Pt | G | V | N | P | GF | GS | DR  |
| ---- | ------------- | -- | - | - | - | - | -- | -- | --- |
| 1    | Australia     | 6  | 3 | 3 | 0 | 0 | 37 | 18 | +18 |
| 2    | Russia        | 4  | 3 | 2 | 0 | 1 | 22 | 21 | +1  |
| 3    | Italia        | 2  | 3 | 1 | 0 | 2 | 22 | 22 | 0   |
| 4    | Gran Bretagna | 0  | 2 | 0 | 0 | 3 | 14 | 33 | -19 |

Quarti di finale
| Arbitri: | Adrian Alexandrescu Mihajlo Ćirić |

|                                                         |           |                                              |
| B. Villa M. Steffens K. Rulon M. Seidemann C. Mathewson | Marcatori | T. Di Mario F. Radicchi R. Bianconi A. Cotti |

5º - 8º posto
| Arbitri: | Svetlana Dreval Anton Bervoets |

|                                                                     |           |                                                                   |
| T. Di Mario G. Emmolo F. Radicchi E. Casanova S. Abbate R. Bianconi | Marcatori | Wang Y. Teng F. Sun Yujun Ma H. He J. Sun Yating Song D. Zhang L. |

Finale 7º posto
| Arbitri: | Daniel Flahive György Juhász |

|                                                                       |           |                                                             |
| T. Di Mario T. Frassinetti E. Casanova A. Pelle G. Emmolo G. Rambaldi | Marcatori | R. Kershaw A. Rutlidge F. McCann F. Clayton C. Gibson-Byrne |

- Italia - Posizione nella classifica finale: 7º posto

## Beach volley/Pallavolo

### Beach volley

#### Maschile

##### Fase gironi
| 29/07/2012 | 23.00 | Bellaguarda – Heuscher | 0 - 2 | Lupo - Nicolai  | (19-21, 18-21)  | Horse Guards Parade |
| 31/07/2012 | 20:00 | Lupo - Nicolai         | 0 - 2 | Doppler – Horst | (18-21, 17-21 ) | Horse Guards Parade |
| 02/08/2012 | 10:00 | Cerutti – Rego         | 2 - 0 | Lupo - Nicolai  | (26-24,21-18)   | Horse Guards Parade |

| Pos. | Coppie               | Pt | G | V | P | Sv | Sp | Sr    | Pv  | Pp  | Pr    |
| ---- | -------------------- | -- | - | - | - | -- | -- | ----- | --- | --- | ----- |
| 1    | Emanuel-Alison       | 6  | 3 | 3 | 0 | 6  | 1  | 6.000 | 145 | 123 | 1.179 |
| 2    | Heuscher-Bellaguarda | 4  | 3 | 1 | 2 | 2  | 4  | 0.500 | 111 | 118 | 0.941 |
| 3    | Nicolai-Lupo         | 4  | 3 | 1 | 2 | 2  | 4  | 0.500 | 119 | 126 | 0.944 |
| 4    | Doppler-Horst        | 4  | 3 | 1 | 2 | 3  | 4  | 0.750 | 128 | 136 | 0.941 |

##### Classifica delle terze
| Pos. | Coppie             | Pt | G | V | P | Sv | Sp | Sr    | Pv  | Pp  | Pr    |
| ---- | ------------------ | -- | - | - | - | -- | -- | ----- | --- | --- | ----- |
| 1    | Samoilovs-Sorokins | 5  | 3 | 2 | 1 | 4  | 3  | 1,333 | 116 | 113 | 1,027 |
| 2    | Semënov-Prokop'ev  | 4  | 3 | 1 | 2 | 3  | 5  | 0,600 | 158 | 164 | 0,963 |
| 3    | Erdmann-Matysik    | 4  | 3 | 1 | 2 | 3  | 5  | 0,600 | 132 | 148 | 0,892 |
| 4    | Reader-Binstock    | 4  | 3 | 1 | 2 | 2  | 4  | 0,500 | 114 | 119 | 0,958 |
| 5    | Nicolai-Lupo       | 4  | 3 | 1 | 2 | 2  | 4  | 0,500 | 119 | 126 | 0,944 |
| 6    | Beneš-Kubala       | 4  | 3 | 1 | 2 | 2  | 5  | 0,400 | 120 | 128 | 0,938 |

##### Lucky loser
| Londra 2 agosto 2012, ore 23:00 | Reader-Binstock                                       | 0 – 2 (16-21; 20-22) referto | Nicolai-Lupo | Horse Guards Parade\| Arbitri: \| Maria Paes Villas-Boas da Fonse José Padron Hernandez \| |
| Arbitri:                        | Maria Paes Villas-Boas da Fonse José Padron Hernandez |                              |              |                                                                                            |

##### Ottavi di finale
| Londra 3 agosto 2012, ore 18:00 | Nicolai-Lupo                     | 2 – 0 (21-17; 21-19) referto | Rogers-Dalhausser | Horse Guards Parade\| Arbitri: \| Rui Miranda Carvalho Marc Berard \| |
| Arbitri:                        | Rui Miranda Carvalho Marc Berard |                              |                   |                                                                       |

##### Quarti di finale
| Londra 6 agosto 2012, ore 23:00 | Nummerdor-Schuil | 2 – 0 (21-16; 21-18) referto | Nicolai-Lupo | Horse Guards Parade |

 Italia Eliminata - Posizione nella classifica finale: 5º posto pari merito con le coppie di  Stati Uniti,  Brasile e  Polonia

#### Femminile

##### Fase gironi
| 29/07/2012 | 09.00 | Cicolari – Menegatti | 2 - 1 | Chomjakova – Ukolova | (17-21, 21-18, 15-8)   | Horse Guards Parade |
| 31/07/2012 | 17:30 | Dampney – Mullin     | 0 - 2 | Cicolari – Menegatti | (18-21, 12-21 )        | Horse Guards Parade |
| 02/08/2012 | 10:00 | Cicolari – Menegatti | 2 - 1 | Lessard – Martin     | ( 21-12, 23-25, 15-10) | Horse Guards Parade |

| Pos. | Coppie             | Pt | G | V | P | Sv | Sp | Sr    | Pv  | Pp  | Pr    |
| ---- | ------------------ | -- | - | - | - | -- | -- | ----- | --- | --- | ----- |
| 1    | Cicolari-Menegatti | 6  | 3 | 3 | 0 | 6  | 2  | 4,000 | 154 | 122 | 1,262 |
| 2    | Ukolova-Chomjakova | 5  | 3 | 2 | 1 | 5  | 3  | 1,667 | 157 | 150 | 1,047 |
| 3    | Mullin-Dampney     | 3  | 2 | 1 | 1 | 2  | 5  | 0,400 | 119 | 136 | 0,875 |
| 4    | Lessard-Martin     | 3  | 3 | 0 | 3 | 3  | 6  | 0,500 | 156 | 176 | 0,886 |

##### Ottavi di finale
| Londra 4 agosto 2012, ore 13:00 | Liliana-Baquerizo            | 0 – 2 (15-21;15-21) referto | Cicolari-Menegatti | Horse Guards Parade\| Arbitri: \| Marc Berard Catriona Tweedie \| |
| Arbitri:                        | Marc Berard Catriona Tweedie |                             |                    |                                                                   |

##### Quarti di finale
| Londra 5 agosto 2012, ore 19:00 | May-Treanor-Walsh         | 2 – 0 (21-13;21-13) referto | Cicolari-Menegatti | Horse Guards Parade\| Arbitri: \| Damien Searle Marc Berard \| |
| Arbitri:                        | Damien Searle Marc Berard |                             |                    |                                                                |

 Italia Eliminata - Posizione nella classifica finale: 5º posto pari merito con le coppie di  Germania,  Rep. Ceca e  Austria

### Pallavolo

#### Maschile

##### Rosa
|  | Naz.              | Ruolo | Sportivo            | Anno | Alt. |  |
|  | ----------------- | ----- | ------------------- | ---- | ---- |  |
|  | Italia (bandiera) | C     | Luigi Mastrangelo   | 1975 | 2,02 |  |
|  | Italia (bandiera) | SL    | Simone Parodi       | 1986 | 1,95 |  |
|  | Italia (bandiera) | SL    | Samuele Papi        | 1973 | 1,91 |  |
|  | Italia (bandiera) | SO    | Michał Łasko        | 1981 | 2,02 |  |
|  | Italia (bandiera) | SL    | Ivan Zaytsev        | 1988 | 2,02 |  |
|  | Italia (bandiera) | P     | Dante Boninfante    | 1977 | 1,88 |  |
|  | Italia (bandiera) | SL    | Cristian Savani (C) | 1982 | 1,96 |  |
|  | Italia (bandiera) | P     | Dragan Travica      | 1986 | 2,01 |  |
|  | Italia (bandiera) | C     | Alessandro Fei      | 1978 | 2,04 |  |
|  | Italia (bandiera) | C     | Emanuele Birarelli  | 1981 | 2,02 |  |
|  | Italia (bandiera) | L     | Andrea Bari         | 1980 | 1,85 |  |
|  | Italia (bandiera) | L     | Andrea Giovi        | 1983 | 1,85 |  |

##### Prima fase
| 29/07/2012 | 20.00 | Italia      | 1 - 3 | Polonia   | (25-21, 20-25, 23-25, 14-25)        | Earls Court Exhibition Centre |
| 31/07/2012 | 14.45 | Italia      | 3 - 1 | Argentina | (25-17, 21-25, 25-17, 25-23)        | Earls Court Exhibition Centre |
| 02/08/2012 | 22.00 | Regno Unito | 0 - 3 | Italia    | (19-25, 16-25, 20-25)               | Earls Court Exhibition Centre |
| 04/08/2012 | 14.45 | Australia   | 2 - 3 | Italia    | (25-21, 25-18, 21-25, 14-25, 13-15) | Earls Court Exhibition Centre |
| 06/08/2012 | 14.45 | Italia      | 0 - 3 | Bulgaria  | (30-32, 20-25, 19-25)               | Earls Court Exhibition Centre |

##### Quarti di finale
| 08/08/2012 | 16.00 | Stati Uniti | 0 - 3 | Italia | (26-28, 20-25, 20-25) | Earls Court Exhibition Centre |

##### Semifinale
| 10/08/2012 | 19.30 | Brasile | 3-0 | Italia | (25-21, 25-12, 25-21) | Earls Court Exhibition Centre |

##### Finale 3º Posto
| 12/08/2012 | 9.30 | Bulgaria | 1-3 | Italia | (19-25, 25-23, 22-25, 20-25) | Earls Court Exhibition Centre |

#### Femminile

##### Rosa
|  | Naz.              | Ruolo | Sportivo               | Anno | Alt. |  |
|  | ----------------- | ----- | ---------------------- | ---- | ---- |  |
|  | Italia (bandiera) | L     | Paola Croce            | 1978 | 1,67 |  |
|  | Italia (bandiera) | P     | Giulia Rondon          | 1987 | 1,90 |  |
|  | Italia (bandiera) | L     | Monica De Gennaro      | 1987 | 1,71 |  |
|  | Italia (bandiera) | C     | Jenny Barazza          | 1981 | 1,88 |  |
|  | Italia (bandiera) | SL    | Caterina Bosetti       | 1994 | 1,80 |  |
|  | Italia (bandiera) | SL    | Francesca Piccinini    | 1979 | 1,85 |  |
|  | Italia (bandiera) | C     | Valentina Arrighetti   | 1985 | 1,89 |  |
|  | Italia (bandiera) | P     | Eleonora Lo Bianco (C) | 1979 | 1,71 |  |
|  | Italia (bandiera) | SL    | Antonella Del Core     | 1980 | 1,82 |  |
|  | Italia (bandiera) | SL    | Lucia Bosetti          | 1989 | 1,75 |  |
|  | Italia (bandiera) | C     | Simona Gioli           | 1977 | 1,85 |  |
|  | Italia (bandiera) | SL    | Carolina Costagrande   | 1980 | 1,87 |  |

##### Prima fase
| 28/07/2012 | 16.45 | Italia      | 3 - 1 | Rep. Dominicana | (25-17, 23-25, 25-19, 25-15)        | Earls Court Exhibition Centre |
| 30/07/2012 | 20.00 | Italia      | 3 - 1 | Giappone        | (25-22, 25-21, 20-25, 25-22)        | Earls Court Exhibition Centre |
| 01/08/2012 | 18.45 | Regno Unito | 0 - 3 | Italia          | (25-27, 12-25, 12-25)               | Earls Court Exhibition Centre |
| 03/08/2012 | 22.00 | Algeria     | 0 - 3 | Italia          | (11-25, 12-25, 17-25)               | Earls Court Exhibition Centre |
| 05/08/2012 | 16.45 | Italia      | 2 - 3 | Russia          | (28-26, 19-25, 25-22, 16-25, 11-15) | Earls Court Exhibition Centre |

##### Quarti di finale
| 07/08/2012 | 21:00 | Italia | 1 - 3 | Corea del Sud | (25-18, 21-25, 20-25, 18-25) | Earls Court Exhibition Centre |

 Italia Eliminata - Posizione nella classifica finale: 5º posto pari merito con le squadre di  Cina,  Rep. Dominicana e  Russia

## Pentathlon moderno
| Atleta           | Evento         | Scherma   | Scherma   | Scherma  | Nuoto   | Nuoto     | Nuoto    | Equitazione | Equitazione | Equitazione | Combinato: corsa/pistola | Combinato: corsa/pistola | Combinato: corsa/pistola | Totale | Posizione finale |
| Atleta           | Evento         | Risultati | Posizione | PM punti | Tempo   | Posizione | PM punti | Penalità    | Posizione   | Punti PM    | Tempo                    | Posizione                | Punti PM                 | Totale | Posizione finale |
| ---------------- | -------------- | --------- | --------- | -------- | ------- | --------- | -------- | ----------- | ----------- | ----------- | ------------------------ | ------------------------ | ------------------------ | ------ | ---------------- |
| Nicola Benedetti | Gara maschile  | 17–18     | =13º      | 808      | 2'18"47 | 36º       | 1140     | 116         | 26º         | 1084        | 10'16"92                 | 1º                       | 2536                     | 5568   | 20º              |
| Riccardo De Luca | Gara maschile  | 16–19     | =20º      | 784      | 2'08"29 | 24º       | 1264     | 0           | 3º          | 1200        | 10'32"34                 | 5º                       | 2472                     | 5720   | 9º               |
| Claudia Cesarini | Gara femminile | 15-20     | 25ª       | 760      | 2'22"77 | 29ª       | 1088     | 156         | 30ª         | 1044        | 13'27"22                 | 19ª                      | 2020                     | 4912   | 25ª              |
| Sabrina Crognale | Gara femminile | 20-15     | 8ª        | 880      | 2'24"24 | 30ª       | 1072     | 72          | 18ª         | 1128        | 12'25"66                 | 33ª                      | 1772                     | 4852   | 27ª              |

## Pugilato
Maschile
| Atleta                    | Evento                      | Sedicesimi                | Ottavi di finale             | Quarti di finale               | Semifinali                  | Finale                        | Pos.            |
| Atleta                    | Evento                      | Avversario Risultato      | Avversario Risultato         | Avversario Risultato           | Avversario Risultato        | Avversario Risultato          | Pos.            |
| ------------------------- | --------------------------- | ------------------------- | ---------------------------- | ------------------------------ | --------------------------- | ----------------------------- | --------------- |
| Manuel Cappai             | Pesi mosca leggeri (-49 kg) | M. Barriga (PHI) P (7-17) | non qualificato              | non qualificato                | non qualificato             | non qualificato               | non qualificato |
| Vincenzo Picardi          | Pesi mosca (-52 kg)         | Bye                       | N. Tögstsogt (MGL) P (16-17) | non qualificato                | non qualificato             | non qualificato               | non qualificato |
| Vittorio Jahyn Parrinello | Pesi gallo (-56 kg)         | J. Matheus (NAM) V (18–7) | L. Campbell (GBR) P (9–11)   | non qualificato                | non qualificato             | non qualificato               | non qualificato |
| Domenico Valentino        | Pesi leggeri (-60 kg)       | Bye                       | J. Taylor (GBR) V (15-10)    | E. Petrauskas (LTU) P (14-16)  | non qualificato             | non qualificato               | non qualificato |
| Vincenzo Mangiacapre      | Pesi superleggeri (-64 kg)  | Bye                       | G. Káté (HUN) V (20-14)      | D. Yeleussinov (KAZ) V (16-12) | R. Iglesias (CUB) P (8–15)  | non qualificato               |                 |
| Clemente Russo            | Pesi massimi (-91 kg)       | N.D.                      | T. Silva (ANG) V (WO)        | J. Larduet (CUB) V (12-10)     | T. Mammadov (AZE) V (15–13) | O. Usyk (UKR) P (11-14)       |                 |
| Roberto Cammarelle        | Pesi supermassimi (+91 kg)  | N.D.                      | Y. Perea (ECU) V (18-10)     | M. Arjaoui (MAR) V (12-11)     | M. Majidov (AZE) V (13-12)  | A. Joshua (GBR) P (18-18) SUP |                 |

## Scherma
Maschile
| Atleta                                                         | Evento               | Trentaduesimi        | Sedicesimi                 | Ottavi di finale             | Quarti di finale                | Semifinali                    | Finale                     | Pos.            |
| Atleta                                                         | Evento               | Avversario Risultato | Avversario Risultato       | Avversario Risultato         | Avversario Risultato            | Avversario Risultato          | Avversario Risultato       | Pos.            |
| -------------------------------------------------------------- | -------------------- | -------------------- | -------------------------- | ---------------------------- | ------------------------------- | ----------------------------- | -------------------------- | --------------- |
| Paolo Pizzo                                                    | Spada Individuale    | N.D.                 | K.M. Leung (HKG) V (15-14) | A. Bouzaid (SEN) V (15-11)   | R. Limardo (VEN) P (11-15)      | non qualificato               | non qualificato            | non qualificato |
| Valerio Aspromonte                                             | Fioretto individuale | Bye                  | R. Daraban (ROU) V (15-11) | S. Bachmann (DEU) V (15-11)  | Lei S. (CHN) P (8-15)           | non qualificato               | non qualificato            | non qualificato |
| Andrea Baldini                                                 | Fioretto individuale | Bye                  | R. Miyake (JPN) V (15-6)   | R. Imboden (USA) V (15-9)    | A. Cheremisinov (RUS) V (15-5)  | Lei S. (CHN) P (11-15)        | Choi B. (KOR) P (14-15)    | 4º              |
| Andrea Cassarà                                                 | Fioretto individuale | Bye                  | M. Samandi (TUN) V (15 -7) | Y. Ota (JPN) V (15-14)       | A. Abouelkassem (EGY) P (10-15) | non qualificato               | non qualificato            | non qualificato |
| Aldo Montano                                                   | Sciabola individuale | Bye                  | V. Pryemka (BLR) V (15-9)  | D. Occhiuzzi (ITA) P (13-15) | non qualificato                 | non qualificato               | non qualificato            | non qualificato |
| Diego Occhiuzzi                                                | Sciabola individuale | Bye                  | Liu X. (CHN) V (15-9)      | A. Montano (ITA) V (15-13)   | T. Morehouse (USA) V (15-9)     | R. Dumitrescu (ROU) V (15-11) | Á. Szilágyi (HUN) P (8-15) |                 |
| Luigi Tarantino                                                | Sciabola individuale | Bye                  | M. Hartung (DEU) P (14-15) | non qualificato              | non qualificato                 | non qualificato               | non qualificato            | non qualificato |
| Valerio Aspromonte Andrea Baldini Andrea Cassarà Giorgio Avola | Fioretto a squadre   | N.D.                 | N.D.                       | N.D.                         | Gran Bretagna V 45-40           | Stati Uniti V 45-24           | Giappone V 45-39           |                 |
| Aldo Montano Diego Occhiuzzi Luigi Samele Luigi Tarantino      | Sciabola a squadre   | N.D.                 | N.D.                       | N.D.                         | Bielorussia V (45-44)           | Corea del Sud P (45-37)       | Russia V (45-40)           |                 |

Femminile
| Atleta                                                               | Evento               | Trentaduesimi        | Sedicesimi                   | Ottavi di finale               | Quarti di finale                | Semifinali                 | Finale                          | Pos.            |
| Atleta                                                               | Evento               | Avversario Risultato | Avversario Risultato         | Avversario Risultato           | Avversario Risultato            | Avversario Risultato       | Avversario Risultato            | Pos.            |
| -------------------------------------------------------------------- | -------------------- | -------------------- | ---------------------------- | ------------------------------ | ------------------------------- | -------------------------- | ------------------------------- | --------------- |
| Bianca Del Carretto                                                  | Spada Individuale    | Bye                  | B. Heidemann (DEU) P (13-14) | non qualificata                | non qualificata                 | non qualificata            | non qualificata                 | non qualificata |
| Rossella Fiamingo                                                    | Spada Individuale    | Bye                  | N. Nakano (JPN) V (15-11)    | M. Lawrence (USA) V (15-7)     | Sun Y. (CHN) P (14-15)          | non qualificata            | non qualificata                 | non qualificata |
| Mara Navarria                                                        | Spada Individuale    | Bye                  | M. Lawrence (USA) P (12-15)  | non qualificata                | non qualificata                 | non qualificata            | non qualificata                 | non qualificata |
| Elisa Di Francisca                                                   | Fioretto Individuale | Bye                  | S. Mona (LIB) V (15-2)       | C. Golubytskyi (DEU) V (15-9)  | C. Sugawara (JPN) V (15-9)      | Nam H.-H. (KOR) V (11-10)  | A. Errigo (ITA) V (12-11)       |                 |
| Arianna Errigo                                                       | Fioretto Individuale | Bye                  | F. Choles (VEN) V (15-4)     | K. Gafurzianova (RUS) V (15-7) | L. Kiefer (USA) V (15-10)       | V. Vezzali (ITA) V (15-12) | E. Di Francisca (ITA) P (11-12) |                 |
| Valentina Vezzali                                                    | Fioretto Individuale | Bye                  | N. Shiho (JPN) V (14-8)      | J. Chen (CHN) V (15-6)         | I. Boubakri (TUN) V 1E.T. (8-7) | A. Errigo (ITA) P (12-15)  | Nam H.-H. (KOR) V (13-12)       |                 |
| Gioia Marzocca                                                       | Sciabola individuale | N.D.                 | M. Maurice (ARG) V (15-10)   | Kim J. (KOR) P (7-15)          | non qualificata                 | non qualificata            | non qualificata                 | non qualificata |
| Irene Vecchi                                                         | Sciabola individuale | N.D.                 | S. Williams (GBR) V (15-6)   | Chen X. (CHN) V (15-10)        | O. Charlan (UKR) P (9-15)       | non qualificata            | non qualificata                 | non qualificata |
| Bianca Del Carretto Rossella Fiamingo Mara Navarria                  | Spada a squadre      | N.D.                 | N.D.                         | N.D.                           | Stati Uniti d'America P (35-45) | non qualificate            | non qualificate                 | non qualificate |
| Elisa Di Francisca Arianna Errigo Ilaria Salvatori Valentina Vezzali | Fioretto a squadre   | N.D.                 | N.D.                         | N.D.                           | Gran Bretagna V (42-14)         | Francia V (45-22)          | Russia V (45-31)                |                 |

## Sollevamento pesi
Maschile
| Atleta           | Evento | Strappo   | Strappo    | Slancio   | Slancio    | Totale | Classifica |
| Atleta           | Evento | Risultato | Classifica | Risultato | Classifica | Totale | Classifica |
| ---------------- | ------ | --------- | ---------- | --------- | ---------- | ------ | ---------- |
| Mirco Scarantino | -56 kg | 97 kg     | 18º        | 128 kg    | 14º        | 225 kg | 14º        |

## Taekwondo
Maschile
| Atleta          | Evento | Ottavi                   | Quarti                | Semifinale             | Ripescaggio Turno 1  | Ripescaggio Turno 2     | Finale                   | Classifica |
| Atleta          | Evento | Avversario Risultato     | Avversario Risultato  | Avversario Risultato   | Avversario Risultato | Avversario Risultato    | Avversario Risultato     | Classifica |
| --------------- | ------ | ------------------------ | --------------------- | ---------------------- | -------------------- | ----------------------- | ------------------------ | ---------- |
| Mauro Sarmiento | −80 kg | R. Abdurraim (KGZ) V 5-1 | R. Azizov (AZE) V 2-1 | N. García (ESP) P 1-2  | Bye                  | N.A. Bahawi (AFG) V 4-0 | non qualificato          |            |
| Carlo Molfetta  | +80 kg | A. Gulov (TJK) V 7-3     | Xiaobo L. (CHN) V 6-5 | D.M. Keita (MLI) V 6-4 | Bye                  | Bye                     | A. Obame (GAB) V 9-9 SUP |            |

## Tennis
Maschile
| Atleta                          | Evento  | 64-esimi                     | 64-esimi              | 32-esimi        | 32-esimi         | 16-esimi        | 16-esimi        | Quarti di finale | Quarti di finale | Semifinali      | Semifinali      | Finale          | Finale          | Classifica      |
| Atleta                          | Evento  | Avver.                       | Punt.                 | Avver.          | Punt.            | Avver.          | Punt.           | Avver.           | Punt.            | Avver.          | Punt.           | Avver.          | Punt.           | Classifica      |
| ------------------------------- | ------- | ---------------------------- | --------------------- | --------------- | ---------------- | --------------- | --------------- | ---------------- | ---------------- | --------------- | --------------- | --------------- | --------------- | --------------- |
| Fabio Fognini                   | Singolo | Novak Đoković                | P 1-2 (7-6, 2-6, 2-6) | Non qualificato | Non qualificato  | Non qualificato | Non qualificato | Non qualificato  | Non qualificato  | Non qualificato | Non qualificato | Non qualificato | Non qualificato | Non qualificato |
| Andreas Seppi                   | Singolo | D.Young                      | V 2-0 (6-4, 6-4)      | J. M. Del Potro | P 0-2 (3-6, 6-7) | Non qualificato | Non qualificato | Non qualificato  | Non qualificato  | Non qualificato | Non qualificato | Non qualificato | Non qualificato | Non qualificato |
| Daniele Bracciali Andreas Seppi | Doppio  | Tomáš Berdych Radek Štěpánek | P 1-2 (6-4, 6-7, 4-6) | Non qualificato | Non qualificato  | Non qualificato | Non qualificato | Non qualificato  | Non qualificato  | Non qualificato | Non qualificato | Non qualificato | Non qualificato | Non qualificato |

Femminile
| Sara Errani                         | Singolo | Venus Williams   | P 2-0 (3-6, 1-6)      | Non qualificata                                | Non qualificata  | Non qualificata                   | Non qualificata       | Non qualificata                | Non qualificata  | Non qualificata | Non qualificata | Non qualificata | Non qualificata | Non qualificata |                 |                 |
| Flavia Pennetta                     | Singolo | Sorana Cîrstea   | V 2-1 (2-6, 6-4, 2-6) | Cvetana Pironkova                              | V 2-0 (7-5, 6-1) | Petra Kvitová                     | P 0-2 (3-6, 0-6)      | Non qualificata                | Non qualificata  | Non qualificata | Non qualificata | Non qualificata | Non qualificata | Non qualificata |                 |                 |
| Francesca Schiavone                 | Singolo | Klára Zakopalová | V 2-1 (6-3, 3-6, 6,4) | Vera Zvonarëva                                 | P 0-2 (3-6, 3-6) | Non qualificata                   | Non qualificata       | Non qualificata                | Non qualificata  | Non qualificata | Non qualificata | Non qualificata | Non qualificata | Non qualificata |                 |                 |
| Roberta Vinci                       | Singolo | Kim Clijsters    | P 0-2 (1-6, 4-6)      | Non qualificata                                | Non qualificata  | Non qualificata                   | Non qualificata       | Non qualificata                | Non qualificata  | Non qualificata | Non qualificata | Non qualificata | Non qualificata | Non qualificata |                 |                 |
| Sara Errani Roberta Vinci           | Doppio  |                  |                       | Petra Cetkovská Lucie Šafářová                 | V 2-0 (6-2, 6-3) | Andreja Klepač Katarina Srebotnik | V 2-1 (7-5, 4-6, 6-4) | Venus Williams Serena Williams | P 0-2 (1-6, 1-6) | Non qualificate | Non qualificate | Non qualificate | Non qualificate | Non qualificate | Non qualificate | Non qualificate |
| Flavia Pennetta Francesca Schiavone | Doppio  |                  |                       | Anabel Medina Garrigues Arantxa Parra Santonja | V 2-0 (7-6, 6-4) | Chia-Jung Chuang Hsieh Su-wei     | P 1-2 (7-6, 5-7, 4-6) | Non qualificate                | Non qualificate  | Non qualificate | Non qualificate | Non qualificate | Non qualificate | Non qualificate | Non qualificate | Non qualificate |

 Misto 
| Atleta                          | Evento       | 1º turno                         | 1º turno              | Quarti di finale               | Quarti di finale | Semifinali      | Semifinali      | Finale          | Finale          | Classifica      |
| Atleta                          | Evento       | Avver.                           | Punt.                 | Avver.                         | Punt.            | Avver.          | Punt.           | Avver.          | Punt.           | Classifica      |
| ------------------------------- | ------------ | -------------------------------- | --------------------- | ------------------------------ | ---------------- | --------------- | --------------- | --------------- | --------------- | --------------- |
| Andreas Seppi Sara Errani       | Doppio misto | Lisa Raymond Mike Bryan          | P 0-2 (5-7,3-6)       | Non qualificati                | Non qualificati  | Non qualificati | Non qualificati | Non qualificati | Non qualificati | Non qualificati |
| Daniele Bracciali Roberta Vinci | Doppio misto | Sofia Arvidsson Robert Lindstedt | V 2-1 (3-6, 6-4, 1-0) | Sabine Lisicki Christopher Kas | P 6-4, 6–7, 7-10 | Non qualificati | Non qualificati | Non qualificati | Non qualificati | Non qualificati |

## Tennistavolo
Maschile
| Atleta         | Evento  | Preliminari          | Round 1                                           | Round 2                                                             | Round 3              | Round 4              | Quarti di finale     | Semifinale           | Finale               |
| Atleta         | Evento  | Avversario Risultato | Avversario Risultato                              | Avversario Risultato                                                | Avversario Risultato | Avversario Risultato | Avversario Risultato | Avversario Risultato | Avversario Risultato |
| -------------- | ------- | -------------------- | ------------------------------------------------- | ------------------------------------------------------------------- | -------------------- | -------------------- | -------------------- | -------------------- | -------------------- |
| Mihai Bobocica | Singolo |                      | Andy Pereira (CUB) V 4-0 (11-6, 11-7, 11-3, 11-4) | Werner Schlager (AUT) P 3-4 (12-10, 9-11, 11-5, 8-11, 12-14, 10-12) | Non qualificato      | Non qualificato      | Non qualificato      | Non qualificato      | Non qualificato      |

Femminile
| Atleta                 | Evento  | Preliminari          | Round 1                                               | Round 2                                                                   | Round 3              | Round 4              | Quarti di finale     | Semifinale           | Finale               |
| Atleta                 | Evento  | Avversario Risultato | Avversario Risultato                                  | Avversario Risultato                                                      | Avversario Risultato | Avversario Risultato | Avversario Risultato | Avversario Risultato | Avversario Risultato |
| ---------------------- | ------- | -------------------- | ----------------------------------------------------- | ------------------------------------------------------------------------- | -------------------- | -------------------- | -------------------- | -------------------- | -------------------- |
| Wenling Tan Monfardini | Singolo |                      | Funke Oshonaike (NGA) V 4-0 (11-7, 11-5, 12-10, 11-1) | Anna Tikhomirova (RUS) P 3-4 (11-6, 6-11, 9-11, 14-12, 11-6, 6-11, 10-12) | Non qualificata      | Non qualificata      | Non qualificata      | Non qualificata      | Non qualificata      |

## Tiro a segno/volo
Maschile
| Atleta              | Evento                      | Qualificazione | Qualificazione | Finale          | Finale          |
| Atleta              | Evento                      | Punteggio      | Classifica     | Punteggio       | Classifica      |
| ------------------- | --------------------------- | -------------- | -------------- | --------------- | --------------- |
| Niccolò Campriani   | Carabina 10m aria compressa | 599            | 1º Q           | 701,5           |                 |
| Niccolò Campriani   | Carabina 50m a terra        | 595            | 6º Q           | 697,6           | 8º              |
| Niccolò Campriani   | Carabina 50m 3 posizioni    | 1 180          | 1º Q           | 1 278,5         |                 |
| Marco De Nicolo     | Carabina 10m aria compressa | 590            | 34º            | non qualificato | non qualificato |
| Marco De Nicolo     | Carabina 50m a terra        | 589            | 36º            | non qualificato | non qualificato |
| Marco De Nicolo     | Carabina 50m 3 posizioni    | 1 165          | 15º            | non qualificato | non qualificato |
| Francesco Bruno     | Pistola 10m aria compressa  | 574            | 29º            | non qualificato | non qualificato |
| Francesco Bruno     | Pistola 50m                 | 553            | 24º            | non qualificato | non qualificato |
| Luca Tesconi        | Pistola 10m aria compressa  | 584            | 5º Q           | 685,8           |                 |
| Giuseppe Giordano   | Pistola 50m                 | 559            | 8º Q           | 656             | 5º              |
| Ennio Falco         | Skeet                       | 118            | 14º            | non qualificato | non qualificato |
| Luigi Lodde         | Skeet                       | 120            | 5º Q           | 143             | 5º              |
| Massimo Fabbrizi    | Trap                        | 123            | 4º Q           | 146 + 5/6       |                 |
| Giovanni Pellielo   | Trap                        | 121            | 8º             | non qualificato | non qualificato |
| Daniele Di Spigno   | Double trap                 | 131            | 18º            | non qualificato | non qualificato |
| Francesco D'Aniello | Double trap                 | 136            | 8º             | non qualificato | non qualificato |

Femminile
| Atleta          | Evento                      | Qualificazione | Qualificazione | Finale          | Finale          |
| Atleta          | Evento                      | Punteggio      | Classifica     | Punteggio       | Classifica      |
| --------------- | --------------------------- | -------------- | -------------- | --------------- | --------------- |
| Elania Nardelli | Carabina 10m aria compressa | 390            | 46ª            | non qualificata | non qualificata |
| Elania Nardelli | Carabina 50m 3 posizioni    | 574            | 35ª            | non qualificata | non qualificata |
| Petra Zublasing | Carabina 10m aria compressa | 396            | 12ª            | non qualificata | non qualificata |
| Petra Zublasing | Carabina 50m 3 posizioni    | 581            | 12ª            | non qualificata | non qualificata |
| Chiara Cainero  | Skeet                       | 67             | 6ª Q           | 89              | 5ª              |
| Jessica Rossi   | Trap                        | 75             | 1ª Q           | 99              |                 |

## Tiro con l'arco
Maschile
| Atleta                                         | Evento      | Round di qualificazione | Round di qualificazione | 32-esimi                      | 16-esimi                  | Ottavi                             | Quarti                    | Semifinali                  | Finale                          | Pos.            |
| Atleta                                         | Evento      | Punteggio               | Seed                    | Avversario Seed Punteggio     | Avversario Seed Punteggio | Avversario Seed Punteggio          | Avversario Seed Punteggio | Avversario Seed Punteggio   | Avversario Seed Punteggio       | Pos.            |
| ---------------------------------------------- | ----------- | ----------------------- | ----------------------- | ----------------------------- | ------------------------- | ---------------------------------- | ------------------------- | --------------------------- | ------------------------------- | --------------- |
| Michele Frangilli                              | Individuale | 662                     | 37º                     | D. Hračov (UKR) (28) P 3-7    | non qualificato           | non qualificato                    | non qualificato           | non qualificato             | non qualificato                 | non qualificato |
| Marco Galiazzo                                 | Individuale | 662                     | 36º                     | J.R. Serrano (MEX) (29) P 2-6 | non qualificato           | non qualificato                    | non qualificato           | non qualificato             | non qualificato                 | non qualificato |
| Mauro Nespoli                                  | Individuale | 674                     | 11º                     | Chen Y.-C. (TPE) (54) P 2-6   | non qualificato           | non qualificato                    | non qualificato           | non qualificato             | non qualificato                 | non qualificato |
| Michele Frangilli Marco Galiazzo Mauro Nespoli | Squadre     | 1998                    | 6º                      | N.D.                          | N.D.                      | Taipei cinese (TPE) (11) V 216-206 | Cina (CHN) (3) V 220-216  | Messico (MEX) (7) V 217-215 | Stati Uniti (USA) (4) V 219-218 |                 |

Femminile
| Pia Lionetti                                      | Individuale | 652  | 19ª | K. Hultzer (RSA) (46) V 6-2 | M. Leek (USA) (14) V 6-4  | Tan Y.-T. (TPE) (3) V 6–2 | A. Román (MEX) (11) P 2–6 | non qualificata | non qualificata | non qualificata |                 |                 |
| Jessica Tomasi                                    | Individuale | 635  | 44ª | Choi H.-J. (KOR) (21) P 5-6 | non qualificata           | non qualificata           | non qualificata           | non qualificata | non qualificata | non qualificata |                 |                 |
| Natalia Valeeva                                   | Individuale | 650  | 24ª | Kwon U. S. (KOR) (41) V 7-3 | K. Perova (RUS) (9) P 2-6 | non qualificata           | non qualificata           | non qualificata | non qualificata | non qualificata |                 |                 |
| Guendalina Sartori Jessica Tomasi Natalia Valeeva | Squadre     | 1937 | 10ª | N.D.                        | N.D.                      | Cina (CHN) (7) P 199-200  | non qualificate           | non qualificate | non qualificate | non qualificate | non qualificate | non qualificate |

## Triathlon
Maschile
| Atleta            | Evento      | Nuoto  | Trans. 1 | Ciclismo | Trans. 2 | Corsa  | Totale    | Classifica |
| ----------------- | ----------- | ------ | -------- | -------- | -------- | ------ | --------- | ---------- |
| Alessandro Fabian | Individuale | 17'01" | 0'41"    | 59'10"   | 0'28"    | 30'43" | 1h 48'03" | 10º        |
| Davide Uccellari  | Individuale | 18'26" | 0'44"    | 59'16"   | 0'30"    | 31'13" | 1h 50'09" | 29º        |

Femminile
| Atleta             | Evento      | Nuoto  | Trans. 1 | Ciclismo  | Trans. 2 | Corsa  | Totale    | Classifica |
| ------------------ | ----------- | ------ | -------- | --------- | -------- | ------ | --------- | ---------- |
| Annamaria Mazzetti | Individuale | 19'25" | 0'40"    | 1h 11'09" | 0'35"    | 37'19" | 2h 09'08" | 46ª        |

## Vela
Maschile
| Atleta                          | Evento | Regata | Regata | Regata | Regata | Regata | Regata | Regata | Regata | Regata | Regata | Regata | Punteggio Totale | Punteggio Netto | Classifica |
| Atleta                          | Evento | 1      | 2      | 3      | 4      | 5      | 6      | 7      | 8      | 9      | 10     | M      | Punteggio Totale | Punteggio Netto | Classifica |
| ------------------------------- | ------ | ------ | ------ | ------ | ------ | ------ | ------ | ------ | ------ | ------ | ------ | ------ | ---------------- | --------------- | ---------- |
| Federico Esposito               | RS:X   | 31     | 30     | 33     | 31     | 32     | 36     | 33     | 35     | 29     | 15     | EL     | 305              | 269             | 34º        |
| Michele Regolo                  | Laser  | 31     | 35     | 46     | 10     | 21     | 32     | 43     | 35     | 43     | 30     | EL     | 326              | 280             | 35º        |
| Filippo Baldassari              | Finn   | 20     | 22     | 24     | 21     | 14     | 21     | 17     | 18     | 18     | 13     | EL     | 188              | 164             | 22º        |
| Gabrio Zandonà Pietro Zucchetti | 470    | 6      | 26     | 1      | 8      | 6      | 13     | 8      | 4      | 11     | 3      | 12     | 98               | 72              | 4º         |

Femminile
| Atleta                      | Evento       | Regata | Regata | Regata | Regata | Regata | Regata | Regata | Regata | Regata | Regata | Regata | Punteggio Totale | Punteggio Netto | Classifica |
| Atleta                      | Evento       | 1      | 2      | 3      | 4      | 5      | 6      | 7      | 8      | 9      | 10     | M      | Punteggio Totale | Punteggio Netto | Classifica |
| --------------------------- | ------------ | ------ | ------ | ------ | ------ | ------ | ------ | ------ | ------ | ------ | ------ | ------ | ---------------- | --------------- | ---------- |
| Alessandra Sensini          | RS:X         | 12     | 9      | 11     | 8      | 11     | 9      | 6      | 6      | 10     | 9      | 16     | 107              | 95              | 9ª         |
| Francesca Clapcich          | Laser Radial | 20     | 16     | 24     | 7      | 9      | 27     | 18     | 25     | 21     | 19     | EL     | 186              | 159             | 19ª        |
| Giulia Conti Giovanna Micol | 470          | 8      | 10     | 18     | 2      | 3      | 1      | 16     | 16     | 6      | 7      | 4      | 91               | 73              | 5ª         |

Misti
| Atleta                                | Evento | Regata | Regata | Regata | Regata | Regata | Regata | Regata | Regata | Regata | Regata | Regata | Regata | Regata | Regata | Regata | Regata | Punteggio Totale | Punteggio Netto | Classifica |
| Atleta                                | Evento | 1      | 2      | 3      | 4      | 5      | 6      | 7      | 8      | 9      | 10     | 11     | 12     | 13     | 14     | 15     | M      | Punteggio Totale | Punteggio Netto | Classifica |
| ------------------------------------- | ------ | ------ | ------ | ------ | ------ | ------ | ------ | ------ | ------ | ------ | ------ | ------ | ------ | ------ | ------ | ------ | ------ | ---------------- | --------------- | ---------- |
| Giuseppe Angilella Gianfranco Sibello | 49er   | 14     | 11     | 13     | 10     | 11     | 7      | 8      | 12     | 15     | 3      | 13     | 18     | 9      | 5      | 1      | 16     | 166              | 148             | 9º         |